# Cittadinanza
La cittadinanza è la condizione giuridica e sociale di chi appartiene a uno Stato, dalla quale deriva il riconoscimento di diritti civili, sociali, economici e politici e altrettanti doveri. In sociologia il concetto assume una valenza più ampia e si riferisce all'appartenenza e alla capacità d'azione dell'individuo nel contesto di una determinata comunità politica. Attualmente il passaporto è il documento ufficialmente riconosciuto attestante la cittadinanza di una persona.

## Storia e impiego del termine
Nell'antica Atene venivano considerati cittadini solo coloro i quali potevano dimostrare di essere figli di genitori ateniesi, avere un appezzamento di terra e di essere in grado di combattere (cioè potersi permettere le armi). Una volta considerati cittadini avevano un ampio numero di diritti come ad esempio quello della proprietà privata e quello del voto ma anche un ampio numero di doveri come ad esempio andare in guerra.
Nel diritto romano lo status civitatis distingueva il cittadino romano (civis romanus) dal non cittadino; unito agli altri due status — lo status libertatis, che distingueva l'uomo libero dallo schiavo, e lo status familiae, che distingueva il pater familias dagli altri membri della famiglia — era condizione necessaria per disporre della capacità giuridica.
Nel corso della storia il termine cittadinanza ha trovato diversi impieghi:
- indicatore del modo in cui sono ripartiti i poteri e le risorse nell'ambito di un ordinamento politico-sociale;
- rapporto tra individuo e ordine politico, inteso come partecipazione attiva del soggetto alla sfera pubblica;
- intersezione tra individuo e collettività.

In particolare, nel medioevo il termine ebbe molteplici applicazioni. In alcuni casi, come nella Repubblica di Venezia, il termine cittadini si contrapponeva non solo ai forestieri e agli esclusi da certi diritti, ma anche ai patrizi, che avevano invece più diritti dei cittadini. Nel suo significato giuridico attuale, la cittadinanza è il collettore di una molteplicità di diritti e doveri riferibili a un individuo in quanto parte di un determinato assetto politico.
La riflessione sociologica sulla cittadinanza prende avvio nel dopoguerra con gli studi di Thomas H. Marshall, dedicati alla disuguaglianza di classe e all'integrazione sociale, che si concentrano sulla possibilità di ridurre le iniquità sociali attraverso l'introduzione dello stato sociale.
Recentemente la sociologia della cittadinanza ha trovato ulteriori interessanti applicazioni:
- indicatore, in senso quantitativo e qualitativo, del novero dei diritti corrispondenti alla persona (cittadinanza formale);
- effettiva capacità di azionare i diritti da parte della persona (cittadinanza materiale);
- identificazione della persona con una determinata comunità politica o culturale (cittadinanza identitaria);
- impegno della persona nella società (cittadinanza attiva).

È senz'altro la dimensione "materiale" della cittadinanza quella che oggi rappresenta il contributo più significativo della sociologia a questo genere di studi, una cittadinanza intesa come capacità del soggetto (che sia o no cittadino) di realizzarsi all'interno di una determinata comunità politica a partire dai propri capitali personali e dai diritti e servizi che gli sono garantiti.

## Cittadinanza e globalizzazione
(Emily Schultz)
Il concetto di cittadinanza negli ultimi anni è oggetto di discussione a causa delle enormi trasformazioni che hanno investito la società attuale; il processo di globalizzazione sta infatti ponendo sotto attenzione realtà di singoli individui, soprattutto per quanto riguarda i cosiddetti cittadini o migranti transnazionali, che pur risiedendo in un paese diverso intrattengono rapporti molto stretti con il proprio Stato di origine, sia dal punto di vista sociale sia economico, in molti casi anche riuscendo a influenzarne le politiche. Ovviamente il peso di questa influenza dipende dal numero di membri, dalla ricchezza e dalla forza dei rapporti che la comunità riesce a stringere con il proprio paese di origine.
Di seguito alcune di queste casistiche:
- Cittadinanza flessibile persone di elevato status sociale, che vivono viaggiando evitando legislazioni restrittive e stabilendosi dove più gli conviene.
- Cittadinanza sostanziale cittadinanza riferita alle azioni intraprese da persone volte ad affermare la loro adesione ad uno stato, a prescindere da uno status legale.
- Cittadinanza di trasconfine gruppo formato dai cittadini di un paese più i loro emigrati a prescindere dalla loro attuale cittadinanza.
- Nazionalismo a lunga distanza riferito a membri di una diaspora che si mobilitano ed organizzano per sostenere il loro stato di origine.

I processi in atto, che per ampiezza diffusione e velocità del tutto nuove nella storia umana, stanno ponendo delle sfide di gestione sociale, con vari tentativi politici originali la cui efficacia potrà essere valutata solo nel lungo periodo.

## Descrizione

### Cittadino e suddito

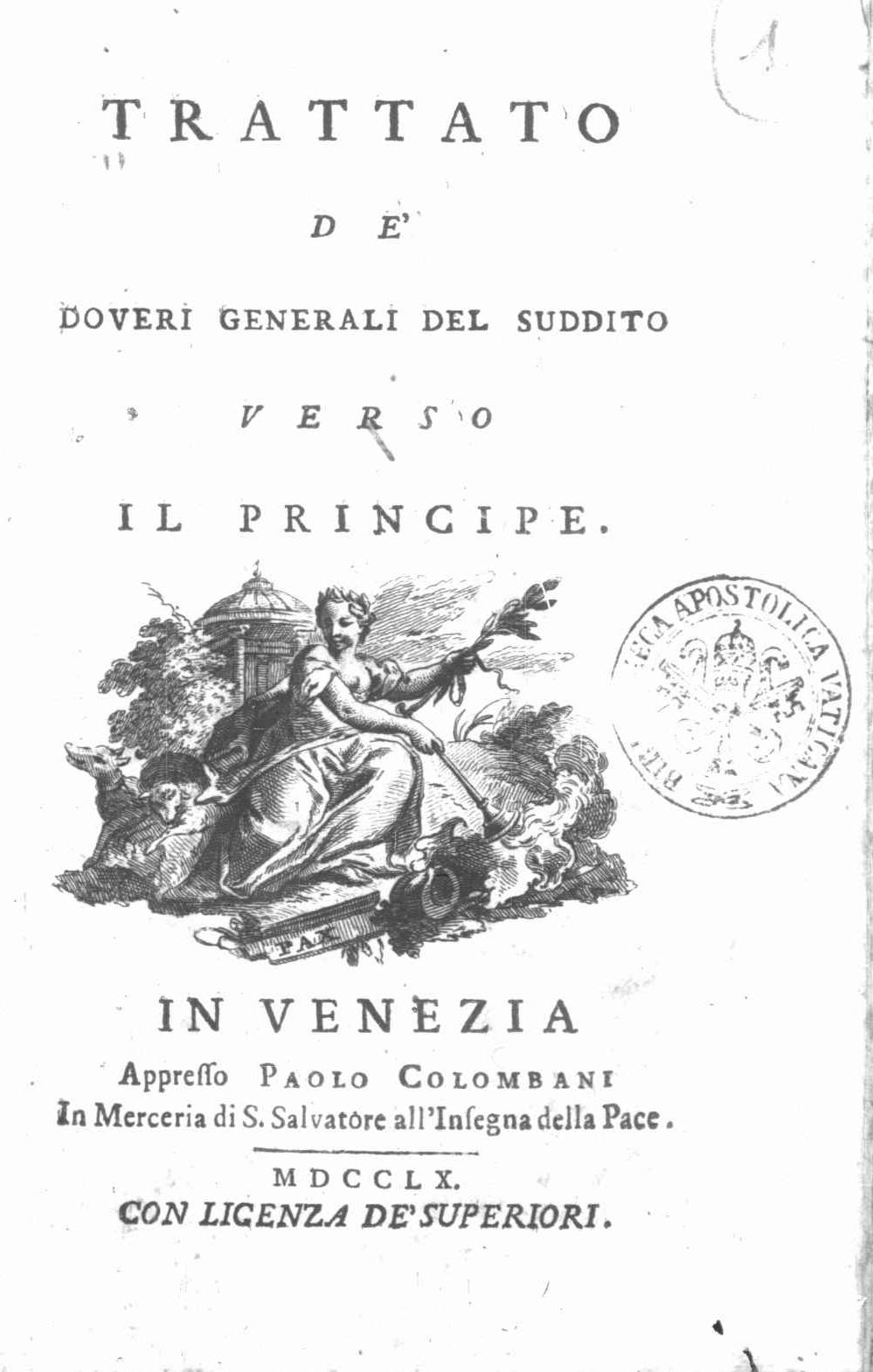
Trattato de' doveri generali del suddito verso il principe, 1760

Il concetto di cittadino differisce da quello di suddito, che si riferisce a colui che è soggetto alla sovranità di uno Stato. La condizione del suddito implica, di per sé, situazioni giuridiche puramente passive (doveri e soggezioni), mentre quella del cittadino implica la titolarità di diritti e altre situazioni giuridiche attive.
Nel momento in cui la legge riconosce al suddito diritti civili e politici, si può esso intendere come cittadino. Anche nel caso in cui tali diritti siano riconosciuti possono tuttavia esserci sudditi, soggetti alla sovranità ma privi dei diritti di cittadinanza: questo avveniva, ad esempio, per i componenti di alcune popolazioni nei possedimenti di tipo coloniale, anche se, in qualche caso, venivano loro attribuiti alcuni diritti, seppur limitati rispetto a quelli riconosciuti ai cittadini (in un sistema soprannominato di piccola cittadinanza). Anche nei paesi occidentali talvolta, ove sia possibile ottenere la cittadinanza, si può transitare attraverso specifiche situazioni, come il permesso di soggiorno di breve o lungo periodo, o quello permanente.
Anche la mancata previsione di strumenti di tutela del cittadino nei confronti della pubblica amministrazione può determinare una sorta di ufficiosa nullificazione della cittadinanza, ad esempio nei casi di deliberato ritardo o di attribuzione di facoltà di valutazione agli uffici nel recepimento, per fini di indirizzamento elettorale, della dichiarazione di cambio di residenza.
Attualmente il termine suddito è ancora largamente utilizzato nel diritto internazionale, specialmente nel caso in cui la cittadinanza non abbia lo stesso rilievo nelle varie giurisdizioni interessate. Viene inoltre usato polemicamente per sottolineare situazioni, per lo più di fatto, nelle quali il cittadino non disponesse di «adeguati» diritti. Va osservato infine che nelle monarchie, anche costituzionali e parlamentari, è uso riferirsi ai cittadini come sudditi.

### Cittadinanza e nazionalità
Un rapporto analogo a quello tra persona fisica e stato può sussistere anche tra persona giuridica e stato; in tal caso, però, non si parla di cittadinanza ma di nazionalità.
Riferito alle persone fisiche, questo stesso termine, anche se talvolta è usato impropriamente come sinonimo di cittadinanza, indica invece l'appartenenza a una nazione, condizione questa che in alcuni ordinamenti può avere rilevanza giuridica a prescindere dalla cittadinanza.
Un'applicazione particolare dei termini cittadinanza e nazionalità si trova per esempio negli Stati Uniti d'America, dove la legge prevede che le persone nate in alcuni territori esterni, come le Isole Samoa Orientali, siano classificate "nazionali ma non cittadini".

### Popolo e popolazione
L'insieme dei cittadini di uno Stato costituisce il suo popolo, uno dei tre elementi costituenti dello Stato, assieme al territorio e alla sovranità.
È detto invece popolazione l'insieme delle persone che risiedono sul territorio di uno Stato (i suoi abitanti), a prescindere dal fatto che siano suoi cittadini. La popolazione, dunque, differisce dal popolo in quanto, da un lato, comprende anche gli stranieri e gli apolidi che risiedono sul territorio dello Stato mentre, dall'altro, non comprende i cittadini residenti all'estero. La divergenza tra popolo e popolazione è accentuata negli stati interessati da un forte flusso migratorio, in entrata o in uscita.

## Contenuto della cittadinanza

### Diritti di cittadinanza
Come si è detto, il concetto di cittadinanza si ricollega alla titolarità di determinati diritti, detti appunto diritti di cittadinanza, enunciati nelle costituzioni e nelle dichiarazioni dei diritti.
Nell'ambito dei diritti di cittadinanza si distinguono:
- i diritti civili, cui corrispondono obblighi di non fare da parte dello Stato e, in generale, dei pubblici poteri e che rappresentano, quindi, una limitazione del loro potere; comprendono la libertà personale, di movimento, di associazione, di riunione, di coscienza e di religione, l'uguaglianza di fronte alla legge, il diritto alla presunzione d'innocenza e altri diritti limitativi delle potestà punitive dello Stato, il diritto a non essere privati arbitrariamente della proprietà, il diritto alla cittadinanza e così via;
- i diritti politici, relativi alla partecipazione dei cittadini al governo dello Stato (inteso in senso lato, comprensivo anche, ad esempio, degli enti territoriali), sia direttamente (attraverso istituti quali il referendum, la petizione, ecc.) sia indirettamente, eleggendo i propri rappresentanti (elettorato attivo) e candidandosi alle relative elezioni (elettorato passivo);
- i diritti sociali, cui corrispondono obblighi di fare, di erogare prestazioni, da parte dello Stato e dei pubblici poteri; comprendono i diritti alla protezione sociale contro la malattia, la vecchiaia, la disoccupazione, ecc., il diritto alla salute, il diritto al lavoro, il diritto all'istruzione e così via. Mentre i diritti civili e politici erano già presenti nelle costituzioni ottocentesche, i diritti sociali fanno il loro ingresso solo nel XX secolo con la realizzazione di quella particolare forma di stato nota come stato sociale.

Va notato che lo Stato può riconoscere i suddetti diritti, almeno in parte, anche a non cittadini, sulla scorta di impegni internazionali multilaterali (derivanti, ad esempio, dall'appartenenza all'ONU o all'Unione europea) o bilaterali (a seguito di trattati che prevedono un reciproco trattamento di favore per i cittadini di uno Stato da parte dell'altro) o anche di una scelta unilaterale (ad esempio, nell'ambito delle politiche d'integrazione degli immigrati presenti sul territorio nazionale). Tali fattori hanno fatto sì che negli Stati odierni i diritti civili siano ormai riconosciuti anche ai non cittadini, e tale riconoscimento è di solito sancito a livello costituzionale, mentre i diritti sociali e soprattutto quelli politici tendono ancora a essere legati alla cittadinanza.

### Doveri dei cittadini
Accanto ai diritti, la cittadinanza può comportare doveri, sebbene di solito gli ordinamenti, se tendono a riservare i diritti ai cittadini estendendoli eventualmente ai non cittadini, tendono invece a imporre i doveri a tutti coloro che sono presenti sul loro territorio, a prescindere dalla cittadinanza. Un dovere tradizionalmente associato alla cittadinanza, fin dai tempi più antichi, è quello della difesa dello Stato (o, come si usa dire, della patria) che in certi paesi può tradursi nel servizio militare obbligatorio. Correlativamente tutti gli ordinamenti vietano e puniscono severamente il servizio militare del cittadino in forze armate straniere. Tra gli altri doveri dei cittadini si possono ricordare, in alcuni ordinamenti, il voto (che nella costituzione italiana è invece ambiguamente qualificato come dovere civico) e, in molti ordinamenti, lo svolgimento delle funzioni di giudice laico (ad esempio, di giurato o di giudice popolare nella corte d'assise italiana).

## Vicende della cittadinanza
Ogni ordinamento stabilisce le regole per l'acquisizione e la perdita della cittadinanza. In molti stati i princìpi al riguardo sono stabiliti a livello costituzionale, in altri invece, tra i quali l'Italia, la disciplina è interamente demandata alla legge ordinaria.

### Acquisizione
La cittadinanza si può acquisire:
- in virtù dello ius sanguinis (diritto di sangue), per il fatto della nascita da un genitore in possesso della cittadinanza (per alcuni ordinamenti deve trattarsi del padre, salvo sia sconosciuto);
- in virtù dello ius soli (diritto del suolo), per il fatto di essere nato sul territorio dello Stato;
- per il fatto di aver contratto matrimonio con un cittadino (in certi ordinamenti la cittadinanza può essere acquisita dalla moglie di un cittadino ma non dal marito di una cittadina); vi sono anche ordinamenti in cui il matrimonio non fa acquisire automaticamente la cittadinanza ma è solo un presupposto per la naturalizzazione;
- per naturalizzazione (o per decreto o concessione), a seguito di un provvedimento della pubblica autorità, subordinatamente alla sussistenza di determinate condizioni (come, per esempio, potrebbero essere la residenza per un lungo periodo di tempo sul territorio nazionale, l'assenza di precedenti penali, la rinuncia alla cittadinanza d'origine, ecc.) o per meriti particolari. In molti ordinamenti, come in Italia, a sottolinearne la solennità, il provvedimento di concessione della cittadinanza è adottato, almeno formalmente, dal capo dello Stato.
- in virtù dello ius meriti, che consiste nell'acquisizione di cittadinanza in via eccezionale, conseguita in seguito al compimento di azioni eroiche
- per lo ius militiae, che consiste nell'acquisizione del diritto di cittadinanza dopo aver prestato un esteso servizio di tipo militare

La scelta fondamentale che si trovano a fare gli ordinamenti è quella tra ius sanguinis e ius soli, avendo gli altri due istituti una funzione puramente integrativa. Lo ius sanguinis (o modello tedesco) presuppone una concezione oggettiva della cittadinanza, basata sul sangue, sull'etnia, sulla lingua (Johann Gottlieb Fichte). Lo ius soli (o modello francese) presuppone, invece, una concezione soggettiva della cittadinanza, come plebiscito quotidiano (Ernest Renan). Attualmente la maggior parte degli Stati europei adotta lo ius sanguinis, con la rilevante eccezione della Francia, dove vige lo ius soli fin dal 1515.
L'adozione dell'una piuttosto che dell'altra opzione ha rilevanti conseguenze negli stati interessati da forti movimenti migratori. Infatti, lo ius soli determina l'allargamento della cittadinanza ai figli degli immigrati nati sul territorio dello Stato: ciò spiega perché sia stato adottato da Paesi (Stati Uniti, Argentina, Brasile, Canada, ecc.) con una forte immigrazione ed, al contempo, un territorio in grado di ospitare una popolazione maggiore di quella residente. Al contrario, lo ius sanguinis tutela i diritti dei discendenti degli emigrati, ed è dunque spesso adottato dai paesi interessati da una forte emigrazione, anche storica (diaspora: Armenia, Irlanda, Italia, Israele), o da ridelimitazioni dei confini (Bulgaria, Croazia, Finlandia, Germania, Grecia, Italia, Polonia, Serbia, Turchia, Ucraina, Ungheria).

### Cittadinanze multiple
Può accadere che una persona acquisisca la cittadinanza dello Stato di origine dei genitori, dove vige lo ius sanguinis, e nel contempo quello dello Stato sul cui territorio è nata, dove invece vige lo ius soli. Queste situazioni di doppia cittadinanza possono causare inconvenienti (si pensi al caso di chi è obbligato a prestare servizio militare in entrambi gli Stati di cui è cittadino), sicché gli Stati tendono ad adottare norme per prevenirla, anche sulla base di trattati internazionali. Alcuni Stati, peraltro, non ammettono la doppia cittadinanza, in genere quando viene richiesta, e stabiliscono che l'acquisizione della nuova cittadinanza presso uno Stato estero faccia automaticamente perdere quella originaria. Il contrario è molto più raro. Per esempio gli Stati Uniti pretendono che gli immigrati rinuncino alla cittadinanza originaria, mentre uno statunitense non perde la cittadinanza se ne acquisisce un'altra. Ugualmente accade in Italia; con la legge n.91/1992 "Il cittadino italiano che possiede, acquista o riacquista una cittadinanza straniera conserva quella italiana" in Svizzera e molti altri stati. Altri come la Slovacchia prevedono la perdita della cittadinanza originaria. Alcuni stati permettono solo il mantenimento della doppia cittadinanza ottenuta per nascita.
Gli Stati che non consentono o limitano ad alcuni casi il mantenimento della doppia cittadinanza sono:
- Afghanistan
- Andorra
- Arabia Saudita
- Austria
- Azerbaigian
- Bahrein
- Bielorussia
- Birmania
- Botswana
- Bulgaria
- Cambogia
- Camerun
- Cina
- Croazia
- RD del Congo
- Corea del Nord
- Corea del Sud
- Cuba
- Emirati Arabi Uniti
- Eritrea
- Estonia
- Etiopia
- Gabon
- Georgia
- Giappone
- Gibuti
- Guyana
- Hong Kong
- India
- Isole Marshall
- Indonesia
- India
- Iran
- Iraq
- Islanda
- Kazakistan
- Kenya
- Kiribati
- Kuwait
- Liechtenstein
- Laos
- Liberia
- Libia
- Madagascar
- Malawi
- Maldive
- Malaysia
- Micronesia
- Mali
- Mauritania
- Mozambico
- Mongolia
- Montenegro
- Nepal
- Niger
- Norvegia
- Nuova Guinea
- Oman
- Paesi Bassi
- Monaco
- Qatar
- Ruanda
- San Marino
- Senegal
- Singapore
- Slovacchia
- Sri Lanka
- Sudafrica
- Swaziland
- Taiwan
- Tanzania
- Togo
- Ucraina
- Uzbekistan
- Vanuatu
- Città del Vaticano

### Perdita
La perdita della cittadinanza può essere prevista a seguito di rinuncia, di acquisizione della cittadinanza di altro Stato o di privazione per atto della pubblica autorità in conseguenza di gravissime violazioni.
La cittadinanza si può acquisire o perdere anche a seguito di trattati internazionali che trasferiscono una parte del territorio e la popolazione ivi residente da uno Stato all'altro.
In alcuni ordinamenti, come in quello argentino, non è possibile la rinuncia o la perdita della cittadinanza.

### Idea tradizionale di cittadinanza
La cittadinanza è la condizione che accomuna chi appartiene al popolo di un certo Stato. È lo Stato stesso che definisce i modi con cui si acquisisce la cittadinanza: dice cioè a quali condizioni un individuo può divenire cittadino di quello Stato. Questa è l'idea tradizionale di cittadinanza, in cui, come si vede, l'elemento centrale è l'autorità dello Stato: è lo Stato che stabilisce i requisiti per possedere o acquisire la cittadinanza. Tale visione nacque nel corso dell'Ottocento. In quell'epoca gli stati mettevano davanti a tutto l'ideale della nazione. Essa è la comunità di coloro che sono nati in uno stesso territorio e che hanno la stessa origine etnica, parlano la stessa lingua, condividono le stesse tradizioni, hanno la stessa medesima religione. Dunque, gli Stati-nazione ottocenteschi concedevano la cittadinanza solo a coloro che appartenevano, per nascita, alla nazione. Solo questi ultimi erano i cittadini.
Notabile è che la cittadinanza è un diritto/dovere, nessuno stato concede la rinuncia alla cittadinanza se non in favore della scelta di un'altra cittadinanza e solo in alcuni casi. Lo status di apolide non è quindi liberamente acquisibile. Questo dovere non ha motivazioni nell’appartenenza o nascita presso una comunità (nazione) in quanto lo stato non è sovrapponibile alla nazione.

### Uguaglianza dei loro cittadini
Nella visione ottocentesca, la nazione è molto più importante dei singoli individui che la compongono. Tuttavia gli Stati nazionali dell'Ottocento riconoscevano l'uguaglianza dei loro cittadini; affermano cioè che tutti i cittadini erano uguali di fronte alla legge, ma questo riconoscimento spesso era limitato ad aspetti formali. Nella pratica, gli Stati ottocenteschi concedevano il suffragio, cioè la possibilità di votare alle elezioni, solo a una minoranza di individui. Solo pochi cittadini (i benestanti, gli alfabetizzati, coloro che pagavano le tasse, ecc.) potevano votare ed essere eletti.
Ciò significa che, a quell'epoca, la massa di cittadini appartenenti alla nazione, erano esclusi dalla partecipazione alla vita politiche. In base ai criteri sviluppatesi nelle società occidentali nel secolo XX, si tratta di una visione poco democratica e non più accettabile

## In Italia
La cittadinanza italiana si acquisisce prioritariamente per nascita (ius sanguinis). Il 13 ottobre 2015 la Camera dei Deputati ha approvato un disegno di legge di riforma della legislazione sulla cittadinanza; questa può essere acquisita:
- se almeno uno dei genitori è cittadino italiano, senza il divieto di acquisire una doppia cittadinanza (o anche tripla).

- se i genitori sono ignoti o apolidi o impossibilitati a trasmettere la cittadinanza del Paese di provenienza ai figli. Questo criterio è ispirato allo ius soli.[12][13]

Si acquisisce anche con decreto del Presidente della Repubblica, presentando richiesta a una prefettura: la concessione non è automatica, trattandosi di un provvedimento discrezionale. Ai fini della concessione, vengono favorevolmente valutate una lunga residenza stabile in Italia (almeno 10 anni), la dimostrazione di un reddito superiore al minimo di sussistenza, l'assenza di condanne penali, particolari circostanze di benemerenza (ad esempio il sostegno di associazioni benefiche o di volontariato), la stretta parentela con cittadini italiani. Si può diventare cittadini italiani anche per matrimonio con un cittadino/a italiano/a. In passato, la cittadinanza italiana si poteva acquisire anche prestando onorevole servizio volontario nelle Forze Armate italiane, circostanza venuta meno con l'abolizione del servizio militare obbligatorio.
Oggi è in atto una proposta di legge (ius culturae) a favore del minore straniero che - nato in Italia o entrato in Italia prima di aver compiuto 12 anni - abbia frequentato regolarmente nel paese, per almeno 5 anni, uno o più cicli di formazione professionale idonei al conseguimento della qualifica professionale.
Sono presenti in Parlamento numerose proposte di legge relative allo ius soli che hanno dato vita ad un lungo dibattito politico che si protrae da tempo.

## Nell'Unione europea
La cittadinanza dell'Unione europea è stata istituita dal Trattato di Maastricht del 1992. Con l'acquisizione della cittadinanza di un paese facente parte dell'Unione europea si acquista, automaticamente, anche la cittadinanza europea. Completa e non sostituisce la cittadinanza statale.

## Requisiti per ottenere la cittadinanza in base alla residenza nel 2024[17]
| Paese                     | Condizioni |
| ------------------------- | --- |
| Afghanistan               | La persona risiede in Afghanistan da 5 anni. Altre condizioni: nessun reato commesso durante il suo soggiorno in Afghanistan. |
| Albania                   | La persona ha compiuto 18 anni, possiede la capacità giuridica di agire, è residente legale in Albania da 7 anni consecutivi e possiede un permesso di soggiorno permanente disponibile al momento della domanda, possiede un'abitazione e un reddito sufficiente, non è stata condannata in nessun paese per un reato penale che comporta una pena detentiva di almeno 3 anni (esenzione solo se la condanna è stata pronunciata per motivi politici), possiede la conoscenza della lingua albanese (scritta e orale), non rappresenta una minaccia per l'ordine pubblico e la sicurezza nazionale della Repubblica d'Albania. |
| Algeria                   | La persona deve aver vissuto nel Paese per almeno 7 anni immediatamente prima della presentazione della domanda. Altri requisiti: essere integrato nella società algerina, percepire un reddito, essere di buona moralità, non essere stato condannato a pene che comportino la perdita dei diritti civili, essere sano di mente e di corpo. |
| Angola                    | La persona è residente in Angola da 10 anni. Altre condizioni: capacità di autogovernarsi e di provvedere al proprio sostentamento (dimostrata dal regolare pagamento delle tasse negli ultimi 3 anni), conoscenza sufficiente del portoghese comprovata da un esame, effettivi legami con la comunità nazionale comprovati da un esame, adeguata conoscenza dei diritti e dei doveri previsti dalla Costituzione, non condanna per reati punibili con una pena detentiva superiore a 3 anni. Motivi di opposizione: mancanza di effettivi legami con la comunità nazionale, condanna in ultimo grado per reati punibili con una pena detentiva pari o superiore a 3 anni o per reati contro la sicurezza dello Stato. |
| Antigua e Barbuda         | La persona ha risieduto ad Antigua e Barbuda per 12 mesi immediatamente prima della domanda (esenzione per le persone protette britanniche), nonché per 5 anni su 7 antecedenti il periodo di 12 mesi. Non saranno presi in considerazione periodi di sei mesi o più durante i quali la persona non ha risieduto legalmente ad Antigua e Barbuda. Altre condizioni: buona condotta, piena capacità, intenzione di risiedere ad Antigua e Barbuda e giuramento di fedeltà. Il Ministro è esplicitamente autorizzato a derogare a determinati requisiti. Il Ministro può rifiutare di concedere la cittadinanza nell'interesse della sicurezza pubblica, della moralità, dell'ordine e della difesa. |
| Argentina                 | La persona ha risieduto in Argentina per un periodo continuativo di almeno 2 anni prima della sua richiesta ed esprime la sua volontà di acquisire la cittadinanza dinnanzi a un giudice distrettuale federale. Altre condizioni: reddito o occupazione onesti, nessuna condanna per un crimine commesso in Argentina o all'estero che comporti una pena detentiva di 3 anni o più (a meno che la pena non sia stata scontata e la domanda di naturalizzazione non venga presentata 5 anni dopo l'espiazione della pena, o quando sia stata concessa l'amnistia), nessuna iniziativa di procedimento penale contro la persona in Argentina o all'estero e giuramento di fedeltà. Il giudice può negare la naturalizzazione se il richiedente sostiene pubblicamente il rovesciamento del sistema democratico, l'uso della violenza o nega il valore del sistema dei diritti umani. Considerazioni politiche, ideologiche, sindacali, religiose o razziali non possono avere effetto sull'acquisizione della cittadinanza. |
| Armenia                   | La persona è residente legalmente in Armenia da 3 anni. Altre condizioni: conoscenza della lingua armena, familiarità con la Costituzione della Repubblica d'Armenia, le sue attività non violano o non possono violare la sicurezza statale e sociale, l'ordine pubblico, la tutela della salute pubblica e delle tradizioni o dei diritti, delle libertà, della dignità e della buona reputazione altrui, e giuramento di fedeltà. |
| Australia                 | La persona deve aver risieduto legalmente in Australia per 4 anni immediatamente prima di presentare la domanda e aver ottenuto lo status di residente permanente negli ultimi 12 mesi di tale periodo. Altre condizioni: sostenere un test di cittadinanza (competenza linguistica in inglese e conoscenza dell'Australia e della cittadinanza australiana); il Ministro deve accertarsi che la persona abbia probabilità di risiedere, o continuare a risiedere, in Australia o di mantenere un legame stretto e continuativo con l'Australia; e che la persona sia di buona condotta al momento della decisione del Ministro. |
| Austria                   | La persona ha risieduto in Austria per 10 anni, di cui 5 anni con un permesso di soggiorno permanente immediatamente prima della domanda (possono essere ridotti a sei anni se la persona ha la prova di un'integrazione personale sostenibile). Altre condizioni: nessuna condanna penale, la concessione della cittadinanza non deve avere un impatto negativo sulle relazioni internazionali della Repubblica d'Austria e la persona deve avere un atteggiamento positivo nei confronti della Repubblica d'Austria e non deve rappresentare un pericolo per il diritto pubblico, l'ordine e la sicurezza, compresi altri interessi pubblici tutelati dall'art. 8(2) CEDU, reddito sicuro, rinuncia o perdita automatica della/e precedente/i cittadinanza/e (a meno che non sia legalmente impossibile o irragionevole a causa di tasse elevate), conoscenza della lingua tedesca (livello B1 del QCER, certificazione), conoscenza dell'ordinamento e della storia democratica austriaca e del Land federale responsabile dell'amministrazione della naturalizzazione (test di naturalizzazione). La persona ha diritto alla naturalizzazione se ha la prova di un'integrazione personale sostenibile come sopra menzionato. |
| Azerbaigian               | La persona ha avuto 5 anni di residenza permanente e ininterrotta. Altre condizioni: conoscenza della lingua (certificato), fonte di reddito legale, impegno a rispettare la Costituzione. La domanda viene respinta se la persona chiede un cambiamento forzato della struttura statale stabilita dalla Costituzione della Repubblica dell'Azerbaigian, per turbare la sua integrità territoriale, svolge attività che arrecano danno alla sicurezza dello Stato, all'ordine pubblico, alla salute e alla moralità della popolazione, fa propaganda all'odio razziale, religioso e nazionale, o ha legami con attività terroristiche. |
| Bahamas                   | La persona ha risieduto alle Bahamas per 12 mesi immediatamente prima della domanda ed è stata residente nel Paese, al servizio del governo, o ha avuto in parte tale residenza e in parte tale servizio per 6 anni su 9 prima del periodo di 12 mesi. Altre condizioni: rinuncia a un'altra cittadinanza, buona condotta, piena capacità, sufficiente conoscenza dell'inglese e dei doveri di cittadino, intenzione di fare delle Bahamas la propria residenza permanente (sia tramite residenza che tramite servizio governativo) e giuramento di fedeltà. Il Ministro è esplicitamente autorizzato a derogare a determinati requisiti. |
| Bahrein                   | La persona deve essere residente in Bahrein da almeno 25 anni consecutivi o da almeno 15 anni consecutivi se è di nazionalità araba. Altri requisiti: parlare arabo, avere una buona condotta e possedere beni immobili. |
| Bangladesh                | La persona è stata residente in Bangladesh per 12 mesi immediatamente prima della domanda, nonché per 4 dei 7 anni precedenti il periodo di 12 mesi, oppure la persona è stata residente abituale in Bangladesh per 5 anni. Altre condizioni: buona condotta, intenzione di risiedere in Bangladesh o di entrare o continuare a prestare servizio in Bangladesh, rinuncia alla cittadinanza di un altro Paese e giuramento di fedeltà. Potrebbero essere richieste ulteriori informazioni, come il reddito della persona e la sua provenienza, i beni posseduti in Bangladesh e i dati dei familiari residenti in Bangladesh. |
| Barbados                  | La persona ha risieduto a Barbados per 12 mesi immediatamente prima della domanda (esenzione per le persone protette britanniche), nonché per 5 anni su 7 antecedenti il periodo di 12 mesi. Altri requisiti: buona condotta, piena capacità, intenzione di risiedere a Barbados e giuramento di fedeltà. Il Ministro è esplicitamente autorizzato a derogare a determinati requisiti. |
| Bielorussia               | La persona ha risieduto ininterrottamente per 5 anni nel Paese. Altre condizioni: impegno a rispettare la Costituzione e le leggi del Paese, conoscenza di almeno una delle lingue ufficiali, impiego o fonte di reddito regolare, rinuncia ad altra cittadinanza (a meno che non sia impossibile), assenza di precedenti penali. |
| Belgio                    | La persona è residente in Belgio da almeno 5 anni. Altre condizioni: conoscenza della lingua del paese (certificazione), assenza di condanne per reati gravi, adeguata integrazione sociale e partecipazione al lavoro. La conoscenza della lingua e l'integrazione sociale o la partecipazione al lavoro non sono richieste se la persona non può lavorare a causa di un handicap o di un'invalidità o se è in pensione. Oppure la persona è residente in Belgio da almeno 10 anni e possiede una conoscenza della lingua del paese (certificazione), non ha subito condanne per reati gravi e ha un'adeguata partecipazione alla comunità locale. |
| Belize                    | La persona ha risieduto abitualmente in Belize per 5 anni immediatamente prima della domanda e intende continuare a farlo. Altre condizioni: sanità mentale, buona condotta, nessuna condanna per reati gravi, nessuna minaccia alla sicurezza o all'ordine pubblico del Belize, non essere stata dichiarata fallita, mezzi sufficienti per il proprio sostentamento. |
| Benin                     | La persona è residente in Benin da 5 anni. Altre condizioni: buona condotta, mai stata condannata a pene detentive superiori a 6 mesi, buona salute mentale e fisica, assimilazione alla comunità beninese, occupazione professionale, comprovato pagamento delle tasse. |
| Il Bhutan                 | La persona ha almeno 21 anni, è residente in Bhutan da 20 anni e tale periodo di residenza è stato registrato nel censimento. Altri requisiti: buona condotta, piena capacità, padronanza della lingua dzongkha (orale, scritta e passiva), buona conoscenza della cultura, degli usi, delle tradizioni e della storia del Bhutan, nessuna condanna per reati penali in Bhutan o all'estero, nessuna condanna per aver parlato o agito contro il re, il paese e il popolo del Bhutan e giuramento di fedeltà. |
| Bolivia                   | La persona deve aver risieduto legalmente in Bolivia per un periodo continuativo di 3 anni, aver superato un esame scritto di cultura generale riguardante la storia boliviana e non avere precedenti penali. |
| Bosnia ed Erzegovina      | La persona è residente in Bosnia-Erzegovina da 3 anni immediatamente prima della richiesta. Altre condizioni: sufficiente padronanza di una delle lingue ufficiali della Bosnia-Erzegovina, non essere stato espulso dalla Bosnia-Erzegovina dall'autorità competente, non essere stato condannato a una pena detentiva superiore a 3 anni negli 8 anni precedenti la richiesta, rinunciare o perdere in qualsiasi altro modo un'altra cittadinanza, salvo diversa disposizione di un accordo bilaterale con il paese in questione (la rinuncia o la perdita di un'altra cittadinanza non saranno richieste se non sono consentite o se la richiesta è irragionevole), non essere in corso un procedimento penale nei suoi confronti (a meno che non sia irragionevole richiederne la prova), non minacciare la sicurezza della Bosnia-Erzegovina, avere una fonte di reddito permanente sufficiente o essere in grado di fornire la prova di fondi sufficienti, non avere obblighi fiscali o altri obblighi finanziari, firmare una dichiarazione di accettazione dell'ordinamento giuridico e costituzionale della Bosnia-Erzegovina e possedere una valida garanzia di acquisizione della cittadinanza della Bosnia-Erzegovina. |
| Il Botswana               | La persona ha risieduto in Botswana per un periodo continuativo di 12 mesi prima della domanda e ha risieduto per almeno 10 dei 12 anni precedenti. Altri requisiti: buona condotta, conoscenza sufficiente del Setswana o di un'altra lingua parlata da una ""comunità tribale"" in Botswana. |
| Brasile                   | La persona ha risieduto stabilmente in Brasile per almeno 4 anni immediatamente prima della domanda e continua a risiedervi. Altre condizioni: capacità giuridica, conoscenza della lingua portoghese (si tiene conto delle condizioni del richiedente), nessuna condanna in Brasile o all'estero, a meno che la persona non sia stata riabilitata. |
| Brunei                    | La persona ha risieduto legalmente in Brunei per almeno 20 anni complessivi nell'arco dei 25 anni immediatamente precedenti la domanda, nonché per i 2 anni immediatamente precedenti la domanda. Altre condizioni: capacità di parlare la lingua malese con competenza (a meno che la persona non abbia difficoltà fisiche o difficoltà di parola/udito), buona condotta, improbabile che diventi un onere per il Brunei, intenzione di stabilirsi permanentemente nel paese e giuramento di fedeltà. |
| Bulgaria                  | La persona ha risieduto in modo permanente in Bulgaria per almeno 5 anni prima della presentazione della domanda. Altre condizioni: nessuna condanna per reati dolosi e nessun procedimento penale pendente a suo carico, fonte di reddito e occupazione sufficienti al sostentamento, padronanza della lingua bulgara e rinuncia a un'altra cittadinanza. Dal 2013, la rinuncia non è richiesta per i coniugi di cittadini bulgari e per i cittadini SEE. |
| Burkina Faso              | La persona risiede abitualmente e legalmente in Burkina Faso da 10 anni. Altre condizioni: buona condotta, capacità mentale, nessuna condanna penale superiore a 1 anno di carcere. |
| Burundi                   | La persona deve essere residente da almeno 10 anni. Altre condizioni: almeno 21 anni (o, se inferiore, la domanda deve essere presentata insieme a quella di un genitore), buona condotta, comportamento e costumi, nessuna condanna per reati o altri reati, attaccamento alla nazione burundese e assimilazione con i cittadini burundesi. |
| Cambogia                  | La persona è residente in Cambogia e vi ha risieduto ininterrottamente per 7 anni dal momento in cui ha ricevuto il permesso di soggiorno. Altri requisiti: buona moralità, fedina penale pulita, capacità di parlare la lingua khmer, conoscenza della scrittura e della storia khmer, prova della capacità di integrazione nella società khmer, salute fisica e mentale tale da non rappresentare un pericolo o un peso per la società. |
| Camerun                   | La persona ha risieduto abitualmente per 5 anni prima della domanda. Altre condizioni: 21 anni o più, il Camerun è il centro dei suoi interessi principali, buona condotta, non aver riportato condanne penali, essere sano di mente e di corpo. Non è richiesto alcun periodo di residenza se nato in Camerun. |
| Canada                    | La persona è stata residente per 3 anni su 5 immediatamente precedenti la domanda. Altre condizioni: soddisfare i requisiti previsti dalla legge sull'imposta sul reddito per presentare la dichiarazione dei redditi per 4 di questi 6 anni, superare un test di lingua (in francese o inglese) e conoscere il Canada e le responsabilità e i privilegi della cittadinanza, non essere stata emessa alcuna ordinanza di estradizione nei confronti della persona, non essere in pericolo per la sicurezza pubblica (come definito nel CAN 22), partecipare a una cerimonia di cittadinanza e prestare giuramento di cittadinanza. |
| Capo Verde                | La persona è legalmente residente a Capo Verde da almeno 5 anni. Altre condizioni: nessuna condanna penale in ultimo grado per reati punibili con una pena detentiva di 3 anni o più, e capacità di prendere decisioni e provvedere autonomamente. Motivi di opposizione: nessun legame effettivo con la comunità nazionale, nessuna condanna penale in ultimo grado per reati punibili con una pena detentiva di 3 anni o più, nessun esercizio di funzioni politiche o prestazione di servizio militare non obbligatorio presso uno Stato straniero, nessuna celebrazione di matrimonio o riconoscimento di unione di fatto con il solo scopo di frodare la legge sulla cittadinanza, nessun pericolo o minaccia per la sicurezza e la difesa nazionale a causa del coinvolgimento in attività legate al terrorismo, al traffico di droga, ecc. |
| Repubblica Centrafricana  | La persona è residente legale e abituale da 5 anni. Non sussistono altre condizioni. |
| Chad                      | La persona è residente in Ciad da 15 anni. Altre condizioni: nessuna incapacità fisica o mentale che possa costituire un onere per la collettività, nessuna condanna per reati passibili di pena detentiva. Concesso con decreto congiunto dei ministri dell'Interno e della Salute Pubblica. Se il decreto non viene emesso entro 1 anno dalla richiesta, la domanda si considera respinta. |
| Chile                     | La persona ha almeno 18 anni, ha vissuto in Cile per almeno 5 anni e le è stata concessa la residenza permanente. Altre condizioni: giuramento di rinuncia alla cittadinanza di un altro Paese, nessuna condanna per reati o crimini e nessuna iniziativa di procedimento penale nei suoi confronti per tali reati, fonte di reddito sufficiente al sostentamento, nessun pericolo per l'ordine sociale e politico, buona morale e nessuna minaccia agli interessi e alla sicurezza del Cile. |
| Cina                      | n / a |
| Colombia                  | La persona deve aver risieduto legalmente e ininterrottamente in Colombia per i 5 anni immediatamente precedenti la domanda. Altri requisiti: conoscenza della lingua spagnola (ad eccezione di coloro che conoscono una lingua indigena parlata in Colombia, che hanno completato l'istruzione secondaria o universitaria in Colombia o che hanno più di 65 anni), conoscenza dei principi fondamentali della Costituzione, della storia e della geografia della Colombia (ad eccezione di coloro che hanno completato l'istruzione secondaria o universitaria in Colombia o che hanno più di 65 anni), prova di impiego nel Paese e giuramento di fedeltà. |
| Comore                    | La persona è residente legale da 10 anni. Altre condizioni: buona moralità, mente sana, buona salute fisica, assimilazione alla comunità comoriana. |
| Congo - Brazzaville       | La persona risiede nel Paese da 10 anni. Altre condizioni: maggiore età, capacità di intendere e di volere, buona salute, buona condotta, non aver subito condanne a pene detentive superiori a un anno o per determinati reati, essere assimilata alla comunità congolese, giuramento di fedeltà. |
| Congo - Kinshasa (RD)     | n / a |
| Costa Rica                | La persona è residente in Costa Rica da almeno 7 anni (5 anni per i cittadini di nascita spagnoli, di un paese centroamericano o di un paese iberoamericano). Altre condizioni: buona condotta, fonte di reddito o occupazione nota sufficiente al proprio sostentamento e a quello della propria famiglia, fedina penale pulita, conoscenza dello spagnolo (orale, scritto e passivo), conoscenza della storia del Costa Rica e dei suoi valori, promessa di risiedere permanentemente nel territorio nazionale, giuramento di fedeltà, non essere cittadino di un paese con cui il Costa Rica è in guerra, nessuna condanna in Costa Rica o all'estero per nessuno dei reati elencati (incluso il traffico di droga). La persona deve presentare una dichiarazione di rinuncia, ma non è richiesta l'effettiva rinuncia alla cittadinanza originaria. |
| Costa d'Avorio            | La persona ha risieduto abitualmente e legalmente in Costa d'Avorio per 5 anni. Altre condizioni: buona condotta, buona salute mentale e fisica non costituiscono un onere o un pericolo per la collettività. Qualsiasi espulsione o arresto domiciliare deve essere stato annullato e gli arresti domiciliari o il periodo di reclusione non sono considerati ai fini del periodo di residenza. |
| Croazia                   | La persona ha risieduto in Croazia per 8 anni immediatamente prima della domanda. Altre condizioni: rinuncia o perdita automatica di un'altra cittadinanza, a meno che la persona non sia apolide (una dichiarazione è sufficiente se l'altro Paese non consente la rinuncia alla cittadinanza o pone condizioni che non possono essere soddisfatte), conoscenza della lingua croata e familiarità con la cultura croata (tranne se la persona ha più di 60 anni), rispetto dell'ordinamento giuridico, delle usanze e della cultura del Paese, pagamento dei contributi pubblici e assenza di ostacoli alla sicurezza. |
| Cuba                      | La persona risiede a Cuba da 5 anni e conosce la lingua spagnola. Nota: nella pratica, la naturalizzazione è molto rara e avviene solo in casi eccezionali. |
| Cipro                     | La persona ha risieduto a Cipro per un periodo totale di 8 anni nell'arco di 11 anni, di cui l'anno immediatamente precedente la presentazione della domanda deve essere continuativo (con 90 giorni di assenza consentiti). In via eccezionale, alcune categorie di persone (ad esempio, collaboratori domestici, studenti) devono aver risieduto a Cipro per un periodo totale di 7 anni prima della presentazione della domanda, di cui gli ultimi 12 mesi devono essere continuativi. Altri requisiti: buona condotta, competenza linguistica, conoscenza degli elementi socio-politici di base relativi a Cipro, alloggio adeguato e risorse finanziarie stabili e regolari, intenzione di rimanere a Cipro o al servizio di Cipro, capacità mentale, giuramento di fedeltà scritto e pubblicato al Paese. |
| Repubblica Ceca           | La persona risiede nella Repubblica Ceca da 5 anni con un permesso di soggiorno permanente. Altri requisiti: fedina penale pulita, conoscenza della lingua ceca, test di educazione civica, integrazione nella società, assenza di rischi per la sicurezza dello Stato, la vita, la salute o i beni materiali, adempimento degli obblighi previsti dalla legge sull'immigrazione e da altre leggi (ad esempio, pagamento dell'assicurazione sanitaria e previdenziale, tasse, ecc.), prova di un reddito legale sufficiente e prova di non essere stato un onere pubblico negli ultimi 3 anni. |
| Danimarca                 | La persona risiede in Danimarca da 9 anni con un permesso di soggiorno permanente al momento della domanda. Altre condizioni: autosufficienza (ovvero non aver ricevuto assistenza sociale negli ultimi 2 anni prima della domanda e non aver ricevuto assistenza sociale per più di 4 mesi negli ultimi 5 anni), assenza di debiti scaduti nei confronti dello Stato, assenza di incriminazioni o condanne penali, certificazione linguistica, conoscenza della società (test di cittadinanza) e giuramento di fedeltà alla società, alle leggi e ai principi giuridici della Danimarca, oltre alla partecipazione obbligatoria a una cerimonia di cittadinanza a seguito dell'adozione della legge sulla naturalizzazione da parte del Parlamento. |
| Gibuti                    | La persona risiede abitualmente a Gibuti da almeno 10 anni. Altre condizioni: buona condotta, buona salute, assimilazione dimostrata tramite una delle lingue parlate a Gibuti, nessuna condanna per reati contro la sicurezza dello Stato, nessuna condanna per altri reati (anche per frode) e condanna a una pena detentiva superiore a 6 mesi, non soggetto a espulsione o arresti domiciliari. |
| Dominica                  | La persona ha risieduto in Dominica per 12 mesi immediatamente prima della domanda ed è stata residente in Dominica, al servizio del governo, oppure ha avuto in parte tale residenza e in parte tale servizio per 7 anni antecedenti il periodo di 12 mesi. Altri requisiti: buona condotta, piena capacità, adeguata conoscenza dell'inglese e dei doveri di cittadino, intenzione di risiedere in Dominica o di continuare a prestare servizio presso il governo e giuramento di fedeltà. Il Ministro è esplicitamente autorizzato a derogare a determinati requisiti. |
| Repubblica Dominicana     | La persona è residente nella Repubblica Dominicana da almeno 2 anni ininterrottamente. L'età minima per richiedere la naturalizzazione può essere abbassata da 18 a 16 anni se la persona è sposata o autorizzata dai genitori/rappresentanti legali. |
| Timor Est                 | La persona ha risieduto abitualmente e legalmente a Timor Est per almeno 10 anni contati prima del 7 dicembre 1975 o dopo il 20 maggio 2002. Altri requisiti: maggiore età secondo la legge timorese e secondo la legge dello Stato di origine, capacità di parlare una delle lingue ufficiali, garanzie morali e civiche di integrazione nella società timorese, capacità di autogovernarsi e di provvedere al proprio sostentamento, conoscenza della storia e della cultura di Timor Est. Motivi di opposizione: chiara inesistenza di legami effettivi con la società timorese, condanna per reati punibili con una pena detentiva superiore a 8 anni o per reati contro la sicurezza interna ed esterna dello Stato, esercizio non autorizzato di funzioni sovrane per uno Stato straniero, prestazione di servizio militare a uno Stato straniero al di fuori dei casi esplicitamente autorizzati. |
| Ecuador                   | Persona in possesso di visto di residenza permanente e domiciliata in Ecuador da almeno 3 anni. Altre condizioni: piena capacità, certificato di nascita apostillato o legalizzato, conoscenza generale della storia, della geografia, della cultura e della situazione attuale dell'Ecuador, capacità di parlare e scrivere in spagnolo, disponibilità di mezzi legali per risiedere nel Paese, consapevolezza dei propri doveri nei confronti dello Stato ecuadoriano, dichiarazione in sede di colloquio dei motivi per cui si desidera acquisire la cittadinanza ecuadoriana e assenza di condanne per un reato previsto dallo Statuto di Roma della Corte Penale Internazionale o per un reato punibile dalla legge ecuadoriana con una pena detentiva pari o superiore a cinque anni. Il processo di naturalizzazione sarà sospeso in caso di richiesta di arresto del richiedente tramite avviso di detenzione internazionale, di avvio di un procedimento di espulsione o deportazione, o di notifica alle autorità della commissione di un reato da parte del richiedente o dell'avvio di un procedimento giudiziario nei suoi confronti. La procedura si concluderà se nei confronti del richiedente verrà pronunciata una condanna esecutiva a una pena detentiva, se il richiedente verrà trattenuto in base a un ordine di un tribunale internazionale o se verrà ordinata l'espulsione o la deportazione dal territorio ecuadoriano. |
| Egitto                    | La persona risiede in Egitto da 10 anni. Altre condizioni: salute mentale, nessuna disabilità che rappresenti un peso per la società, buona condotta e reputazione, nessuna sanzione penale che limiti la libertà per un delitto d'onore, conoscenza della lingua araba, mezzi legali per guadagnarsi da vivere. |
| El Salvador               | La persona è residente in El Salvador da 5 anni e manifesta la volontà di rispettare la legge e le autorità di El Salvador. |
| Guinea Equatoriale        | La persona deve essere residente legale da almeno 40 anni. Altre condizioni: nessuna condanna penale in Guinea Equatoriale, nessuna condanna per reati gravi in un altro Paese, dimostrare l'integrazione attraverso la conoscenza della lingua spagnola, di una lingua indigena, della cultura, degli usi e costumi della Guinea Equatoriale, rinunciare alla cittadinanza di un altro Paese, certificato di pagamento delle imposte (solvencia tributaria). La domanda può essere respinta se l'interesse generale della Guinea Equatoriale lo richiede, senza necessità di giustificazione da parte delle autorità amministrative. |
| Eritrea                   | La persona non è di ""origine eritrea"" e ha risieduto legalmente in Eritrea per almeno 10 anni prima del 1974 o per almeno 20 anni durante i soggiorni all'estero. Altre condizioni: elevata integrità morale e non aver riportato condanne per alcun reato, comprendere e parlare una delle lingue eritree, essere esente da handicap fisici o mentali, non costituire un peso per la società eritrea ed essere in grado di provvedere ai propri bisogni e a quelli della propria famiglia, aver rinunciato alla cittadinanza di qualsiasi altro Paese, essere residente permanente in Eritrea, non aver commesso atti antipopolari durante la lotta di liberazione eritrea. |
| Estonia                   | La persona è residente in Estonia da 8 anni, di cui gli ultimi 5 in modo permanente. Altri requisiti: reddito legale permanente, conoscenza della lingua estone, conoscenza della Costituzione e della Legge sulla Cittadinanza (test di cittadinanza), lealtà verso il Paese e rinuncia alla cittadinanza di un altro Paese. |
| Eswatini                  | La persona deve essere residente abituale per almeno 12 mesi prima della domanda e per 5 anni nei 7 anni precedenti. Altri requisiti: buona condotta, conoscenza del SiSwati o dell'inglese, mezzi di sostentamento adeguati, contributo allo sviluppo del Paese. Oppure la persona deve essere residente abituale per almeno 10 anni e la domanda deve essere presentata da un capo, previa consultazione del consiglio del capo, o da 3 cittadini di buona reputazione. |
| Etiopia                   | La persona deve essere domiciliata in Etiopia da almeno 4 anni. Altre condizioni: capacità di comunicare in una qualsiasi delle lingue nazionali, sufficiente fonte di reddito lecito, buona condotta, assenza di condanne penali, rinuncia alla cittadinanza di un altro Paese. |
| Figi                      | Requisiti: presenza alle Fiji per 5 dei 10 anni precedenti, giuramento di fedeltà. Criteri: buona condotta, conoscenza della lingua, intenzione di risiedere alle Fiji. |
| Finlandia                 | La persona è residente in Finlandia da 5 anni ininterrottamente, oppure da 7 anni a partire dall'età di 15 anni, con gli ultimi 2 anni ininterrotti. (In entrambi i casi, il requisito di residenza può essere ridotto di 1 anno se il richiedente soddisfa i requisiti linguistici). Altre condizioni: l'identità della persona è accertata ai sensi del FIN 6. La persona non ha commesso un atto punibile (a meno che la pena non sia stata una multa sommaria) né è stato emesso un ordine restrittivo nei suoi confronti, non ha materialmente omesso di provvedere al mantenimento o di adempiere agli obblighi pecuniari previsti dal diritto pubblico, può fornire una descrizione affidabile dei propri mezzi di sostentamento, possiede soddisfacenti competenze orali e scritte nella lingua finlandese o svedese o competenze analoghe nella lingua dei segni finlandese o finlandese-svedese (requisito di competenze linguistiche). Eccezioni a questi requisiti sono possibili solo per motivi esplicitamente stabiliti dalla Legge sulla cittadinanza. Una persona che soddisfa questi requisiti non verrà naturalizzata se sussiste un motivo giustificato per sospettare che la naturalizzazione della persona metta a repentaglio la sicurezza o l'ordine pubblico dello Stato, o se lo scopo principale della naturalizzazione è quello di usufruire di un beneficio connesso alla cittadinanza finlandese senza alcuno scopo di risiedere in Finlandia, o se la naturalizzazione è altrimenti contraria all'interesse dello Stato per un motivo importante e alla luce della valutazione complessiva della situazione della persona. |
| Francia                   | La persona è residente in Francia da 5 anni. (Il requisito di residenza può essere derogato per alcune categorie, tra cui i rifugiati). Altre condizioni: buona condotta, nessuna condanna penale di alcun tipo, assimilazione (in particolare competenze linguistiche e conoscenza dei diritti e dei doveri connessi alla cittadinanza francese). |
| Gabon                     | La persona deve essere residente in Gabon da almeno 5 anni. Altre condizioni: età minima 21 anni, buona condotta, assenza di gravi incapacità fisiche o mentali non derivanti da cause di forza maggiore o da cause di forza maggiore non sorte a beneficio del Gabon o di un cittadino gabonese, e assenza di condanne penali. |
| Gambia                    | La persona ha risieduto abitualmente in Gambia per un periodo continuativo di almeno 15 anni. Altre condizioni: buona condotta, intenzione di risiedere permanentemente, capacità di provvedere a sé stessa e alle persone a carico, rinuncia alla cittadinanza di un altro Paese. |
| Georgia                   | La persona ha risieduto legalmente in Georgia per 10 anni (5 anni se la persona ha lo status di apolide). Altre condizioni: conoscenza della lingua, della storia e dei principi fondamentali del diritto, avere un lavoro e/o beni immobili in Georgia, o svolgere attività commerciale sul territorio della Georgia o detenere una partecipazione o azioni in un'impresa georgiana, rinuncia ad altre cittadinanze e verifica di sicurezza positiva (ovvero, la persona non deve aver commesso determinati reati o essere sospettata dalle forze dell'ordine di aver commesso tali reati o rappresentare una minaccia per la sicurezza dello Stato/pubblica). Se la persona è beneficiaria di un sostegno ai sensi dell'art. 12 del Codice Civile (ovvero soffre di un grave disturbo psicosociale, mentale o intellettivo), è esentata dai requisiti linguistici, di conoscenza civica e di reddito. |
| Germania                  | La persona ha più di 16 anni, è residente in Germania da 8 anni e ha diritto alla residenza permanente (senza residenza permanente, la naturalizzazione non è un diritto, ma può essere acquisita discrezionalmente). Altre condizioni: impegno esplicito nei confronti della Costituzione (dichiarazione di fedeltà), nessuna attività ostile alla Costituzione, capacità di provvedere a sé stessi e alla propria famiglia senza sussidi di previdenza sociale o disoccupazione, nessuna condanna penale (ad eccezione dei reati con pena minore, a meno che non costituiscano un atto illegale antisemita, razzista, xenofobo o di altro tipo), rinuncia o perdita automatica della cittadinanza di un altro Paese (a meno che ciò non sia legalmente impossibile o irragionevole o se la persona è cittadina di uno Stato membro dell'UE o della Svizzera). Sono richieste la conoscenza della lingua tedesca e del sistema giuridico e sociale tedesco (se la persona si naturalizza discrezionalmente, deve essere integrata nelle condizioni di vita tedesche e la naturalizzazione discrezionale (<a4> 8 StAG) può avvenire solo se l'identità e la cittadinanza del richiedente sono state accertate). |
| Ghana                     | La persona ha risieduto legalmente in Ghana per un periodo complessivo di almeno 5 anni nell'arco di 7 anni, inclusi i 12 mesi precedenti la data della domanda. Altri requisiti: buona condotta, non aver riportato condanne a pene detentive in Ghana o altrove, essere in grado di parlare e comprendere una lingua indigena ghanese, essere in grado di dare un contributo sostanziale, essere assimilato allo stile di vita ghanese. |
| Grecia                    | La persona è residente permanente in Grecia da 7 anni. Altre condizioni: assenza di precedenti penali per determinati reati, reddito stabile, conoscenza sufficiente della lingua, sufficiente familiarità con la storia e la geografia greca e armoniosa integrazione nella vita economica e sociale della Grecia. |
| Grenada                   | La persona ha risieduto a Grenada per 12 mesi immediatamente prima della domanda ed è stata residente a Grenada o ha prestato servizio pubblico, oppure ha avuto in parte tale residenza e in parte tale servizio per 5 anni su 7 antecedenti il periodo di 12 mesi. Altri requisiti: buona condotta, piena capacità, sufficiente conoscenza dell'inglese, intenzione di risiedere a Grenada o di continuare a prestare servizio pubblico e giuramento di fedeltà (solo per le persone protette britanniche e per le persone che non sono cittadini del Commonwealth o cittadini della Repubblica d'Irlanda). Il Ministro è esplicitamente autorizzato a derogare a determinati requisiti. |
| Guatemala                 | La persona è residente in Guatemala da 5 anni ininterrottamente o 10 anni in totale. Altre condizioni: giuramento di rinuncia a un'altra cittadinanza, buona condotta, fonte di reddito o occupazione sufficiente al sostentamento, test di lingua e educazione civica e giuramento di fedeltà. |
| Guinea                    | La persona deve essere residente abituale in Guinea da almeno 5 anni. Altre condizioni: la persona deve essere di buona condotta e non deve essere stata condannata a una pena detentiva superiore a un anno (a meno che la pena non sia stata sospesa), la persona non deve essere stata condannata per un atto contro gli interessi fondamentali della nazione o per terrorismo o a una pena detentiva superiore a sei mesi (a meno che la pena non sia stata sospesa), la persona non può essere sottoposta a un ordine di espulsione o a un divieto d'ingresso e non può aver risieduto in Guinea irregolarmente, la persona deve avere una conoscenza sufficiente di una delle lingue nazionali, la persona deve avere una conoscenza sufficiente della cultura e della società guineana e aderire ai valori e ai principi essenziali della Repubblica di Guinea. |
| Guinea Bissau             | La persona ha risieduto abitualmente in Guinea Bissau per almeno 6 anni. Altre condizioni: conoscenza della cultura e identificazione con essa. Motivi di opposizione: chiara inesistenza di legami con la comunità nazionale, condanna per reati punibili con una pena detentiva superiore a 6 anni o per reati contro la sicurezza esterna dello Stato, esercizio non autorizzato di funzioni sovrane o politiche per uno Stato straniero, prestazione di servizio militare non obbligatorio a uno Stato straniero. |
| Guyana                    | La persona ha risieduto in Guyana per 12 mesi immediatamente prima della domanda e per 5 anni su 7 prima del periodo di 12 mesi. Altre condizioni: buona condotta, intenzione di risiedere nel Paese, giuramento di fedeltà. Il Ministro è esplicitamente autorizzato a derogare a determinati requisiti. Condizioni meno rigorose si applicano alle persone protette britanniche. |
| Haiti                     | La persona è residente ad Haiti da 5 anni. Altre condizioni: giuramento di rinuncia alla cittadinanza di un altro Paese. |
| Honduras                  | La persona è residente in Honduras da un periodo continuativo di 3 anni. Altre condizioni: piena capacità di intendere e di volere, fonte di reddito o occupazione sufficiente al sostentamento (o la persona è a carico dei genitori o del coniuge), buona condotta, fedina penale pulita (sia all'estero che in Honduras), conoscenza generale della storia, della geografia e della costituzione dell'Honduras, rinuncia a un'altra cittadinanza (a meno che non si applichi un trattato di doppia cittadinanza) e giuramento di fedeltà. |
| Ungheria                  | La persona risiede in Ungheria da 8 anni con un permesso di soggiorno di lungo periodo. Altri requisiti: fedina penale pulita, autosufficienza, conoscenza delle questioni costituzionali (test di cittadinanza) e nessuna minaccia per gli interessi ungheresi. |
| Islanda                   | La persona risiede in Islanda da 7 anni e soddisfa i requisiti per ottenere un permesso di soggiorno permanente. Altri requisiti: nessuna condanna penale, conoscenza della lingua islandese (test di lingua), proprietà non soggette a vincoli o gravami, capacità di sostentamento e non aver ricevuto un sussidio di mantenimento da un ente locale negli ultimi 3 anni. |
| India                     | La persona deve essere maggiorenne e avere la capacità giuridica, non essere un migrante illegale e aver risieduto in India o all'estero al servizio dell'India per 12 mesi immediatamente precedenti la domanda, nonché per 11 dei 14 anni precedenti il periodo di 12 mesi. Altri requisiti: buona condotta, conoscenza di una lingua specificata nella Costituzione, non provenire da un paese in cui ai cittadini indiani è impedito per legge o prassi di naturalizzarsi, rinuncia alla cittadinanza di un altro paese, intenzione di risiedere in India o di entrare o continuare a prestare servizio in India, e giuramento di fedeltà. |
| Indonesia                 | La persona ha risieduto ininterrottamente in Indonesia per 5 anni o in modo intermittente per 10 anni. Altre condizioni: la persona ha 18 anni o è sposata, è sana di mente e in buona salute, è in grado di parlare Bahasa Indonesia, riconosce i principi fondamentali della Pancasila e la Costituzione del 1945, non è mai stata perseguita per reati penali e condannata a 1 anno o più di carcere, ha un impiego e/o un reddito fisso, presta giuramento di fedeltà e rinuncia alla cittadinanza di un altro Paese. |
| l'Iran                    | La persona ha risieduto nel territorio per un periodo di 5 anni (interruzioni consentite), ha adempiuto ai propri obblighi militari e non è stata sottoposta a sentenza penale (esclusi i reati politici) |
| Iraq                      | La persona è residente nel Paese da 10 anni. Altre condizioni: avere un reddito, essere di buona condotta, non essere stato condannato per un crimine o un reato contro la moralità pubblica e non avere disabilità. I palestinesi sono esclusi. |
| Irlanda                   | La persona ha risieduto in Irlanda per 5 degli ultimi 9 anni, incluso l'anno precedente la domanda. Altri requisiti: buona condotta, intenzione di continuare a risiedere in Irlanda, dichiarazione di fedeltà e lealtà al Paese. |
| Israele                   | La persona si trova in Israele e vi ha risieduto per 3 dei 5 anni immediatamente precedenti la data di presentazione della domanda. Altre condizioni: diritto di residenza permanente in Israele, residenza (o intenzione di residenza) in Israele, conoscenza della lingua ebraica, rinuncia alla cittadinanza di un altro Paese o dimostrazione della volontà di rinunciarvi al momento dell'acquisizione della cittadinanza, e giuramento di fedeltà. |
| Italia                    | La persona è residente in Italia da 10 anni. Altre condizioni: assenza di precedenti penali e reddito sufficiente negli ultimi 3 anni, conoscenza certificata della lingua italiana a un livello non inferiore al B1. |
| Giamaica                  | La persona è stata residente in Giamaica per 12 mesi immediatamente prima della domanda, nonché per 4 dei 7 anni precedenti il periodo di 12 mesi. Altri requisiti: piena capacità, buona condotta, intenzione di risiedere in Giamaica e giuramento di fedeltà. Il Ministro è esplicitamente autorizzato a derogare a determinati requisiti. |
| Giappone                  | La persona ha più di 20 anni, è pienamente capace di intendere e di volere e di volere e ha risieduto in Giappone per un periodo continuativo di 5 anni. Altre condizioni: rinuncia a un'altra cittadinanza (il requisito può essere derogato se la rinuncia è impossibile, ad esempio per i rifugiati), buona condotta, mezzi di sostentamento sufficienti, sia con beni o capacità proprie, sia con quelle del coniuge/parenti, e non ha sostenuto il rovesciamento della Costituzione o del Governo giapponese. |
| Giordania                 | La persona deve aver risieduto regolarmente in Giordania per un periodo di quattro anni precedente la data della domanda, non deve essere stata condannata per reati che violano l'onore e la morale, deve voler risiedere in Giordania, deve saper leggere e scrivere in arabo, deve essere di buona condotta e godere di buona reputazione, deve essere sana di mente e non soffrire di menomazioni/handicap che la renderebbero dipendente/un peso per la società, deve disporre di mezzi di sostentamento legittimi, tenendo conto del fatto di non competere con i giordani nelle professioni in cui è disponibile un numero limitato di posizioni. Il Consiglio dei Ministri può accogliere o respingere la domanda di naturalizzazione in conformità con le disposizioni del JOR 12. Il Consiglio dei Ministri, con l'approvazione di Sua Maestà, può derogare al requisito di residenza quadriennale se il richiedente è arabo o se la naturalizzazione è di interesse pubblico. Il certificato di naturalizzazione è rilasciato dal Consiglio dei Ministri e deve recare la firma del Ministro dell'Interno o del suo vice. |
| Kazakistan                | La persona ha risieduto legalmente e permanentemente per 5 anni. Altre condizioni: controlli di sicurezza e di ordine pubblico (elenco dei motivi del diniego). |
| Kenia                     | La persona deve essere residente legalmente in Kenya da almeno 7 anni, inclusi i 12 mesi immediatamente precedenti la domanda. Altre condizioni: adeguata conoscenza del Kenya e dei diritti e doveri dei cittadini, capacità di parlare il KiSwahili o un dialetto locale, comprensione della natura della domanda, non essere stata condannata a una pena detentiva di almeno 3 anni, essere in grado di dare un contributo sostanziale al Kenya, non essere stata dichiarata fallita e il Paese di precedente cittadinanza non è in guerra con il Kenya. |
| Kiribati                  | La persona può presentare domanda di naturalizzazione. Criteri: residenza abituale a Kiribati da 7 anni (la condizione è derogata se il richiedente ha perso o rinunciato alla cittadinanza), intenzione di continuare a risiedere a Kiribati, buona condotta, capacità di parlare e comprendere la lingua di Kiribati, rispetto per gli usi e i costumi di Kiribati, mezzi di sostentamento sufficienti, conoscenza e comprensione ragionevoli dei diritti, privilegi, responsabilità e doveri della cittadinanza e rinuncia ad altre forme di cittadinanza. |
| Kosovo                    | La persona ha risieduto in Kosovo per 5 anni consecutivi dopo aver ottenuto il permesso di soggiorno permanente. Altre condizioni: rispetto dell'ordine costituzionale e giuridico del Kosovo e integrazione nella società, mezzi di sussistenza sufficienti senza dover ricorrere a sistemi di assistenza sociale, adempimento di tutti gli obblighi finanziari nei confronti dello Stato e conoscenza elementare di una delle lingue ufficiali del Kosovo (albanese o serbo) e della sua cultura e del suo ordinamento sociale. |
| Kuwait                    | n / a |
| Kirghizistan              | La persona ha risieduto nel Paese per 5 anni consecutivi e ininterrotti. Altre condizioni: conoscenza della lingua ufficiale (sufficiente per la comunicazione), impegno a rispettare la Costituzione e la legislazione del Paese, fonte di sostentamento, assenza di precedenti penali in Kirghizistan e negli altri Paesi di cui è cittadina, e superamento dei controlli di sicurezza e di ordine pubblico (elenco dei motivi di rifiuto). |
| Laos                      | La persona ha risieduto in modo continuativo e permanente in Laos per 10 anni. Altre condizioni: rispetto della Costituzione e delle leggi del Paese, integrazione sociale e culturale, padronanza della lingua laotiana, buona salute, non essere stato condannato a pene detentive da alcun tribunale, proteggere e sviluppare il Paese, non arrecare danno agli interessi nazionali, avere una professione, qualifiche e una situazione economica stabile, e rinuncia alla cittadinanza di un altro Paese. |
| Lettonia                  | La persona ha risieduto stabilmente in Lettonia per 5 anni e ha compiuto 15 anni. Altre condizioni: conoscenza della lingua lettone, conoscenza dei principi fondamentali della Costituzione, dell'inno nazionale e della storia del Paese (con le eccezioni previste dalla LAT 21), reddito legale e nessuna imposta dovuta, giuramento di fedeltà alla Lettonia, rinuncia o perdita automatica della cittadinanza di un altro Paese e nessuna ulteriore restrizione (vedi LAT 11). L'esenzione dall'obbligo di rinuncia si applica ai cittadini di uno Stato membro dell'UE, dell'EFTA o della NATO, di Australia, Brasile o Nuova Zelanda, o di un Paese con cui la Lettonia ha concluso un accordo di doppia cittadinanza. La decisione relativa alla naturalizzazione è presa dal Consiglio dei Ministri e non può essere impugnata. |
| Libano                    | La persona ha vissuto nel Paese per 5 anni consecutivi. Può essere concesso dal Capo dello Stato. |
| Lesotho                   | La persona è residente legalmente in Lesotho da almeno 5 anni. Altre condizioni: età minima 21 anni, assenza di incapacità mentale, adeguata conoscenza del sotho o dell'inglese, buona condotta, solvibilità finanziaria, rinuncia ad altra cittadinanza. Se cittadino del Commonwealth, la persona non è tenuta a dimostrare di essere solvibile finanziariamente. |
| Liberia                   | n / a |
| Libia                     | La persona è residente in Libia da 10 anni. Altre condizioni: reddito, buona condotta, buona salute fisica, età inferiore a 50 anni e qualsiasi altra condizione ritenuta rilevante per l'interesse pubblico. |
| Liechtenstein             | La persona ha risieduto legalmente e a titolo principale ininterrottamente per 10 anni nel Liechtenstein e presenta domanda di naturalizzazione presso il comune tramite votazione popolare. Ulteriori condizioni: rinuncia a un'altra cittadinanza, test di lingua e integrazione. La persona deve soddisfare i requisiti di sicurezza elencati nel LIE 4b. Il sostentamento della persona deve essere sufficientemente garantito. |
| Lituania                  | La persona ha risieduto legalmente in Lituania negli ultimi 10 anni e ha diritto di residenza permanente. Altre condizioni: conoscenza della lingua lituana, fonte di sostentamento legale, conoscenza delle disposizioni fondamentali della Costituzione, rinuncia o perdita automatica della cittadinanza di un altro Paese, nessuna circostanza che ne impedisca la concessione, ad esempio crimini internazionali quali aggressione, genocidio, crimini contro l'umanità e crimini di guerra. |
| Lussemburgo               | La persona ha risieduto in Lussemburgo per 5 anni prima della domanda (l'ultimo anno precedente la domanda senza interruzioni). Altre condizioni: superare un test di lingua e frequentare il corso ""Convivenza nel Granducato di Lussemburgo"" o superare il test di questo corso, assenza di precedenti penali di alcun tipo. |
| Macedonia                 | La persona ha risieduto stabilmente in Macedonia per almeno 8 anni. Altre condizioni: alloggio e fonte di reddito permanente, nessuna condanna in Macedonia o in un altro Paese di cui la persona è cittadina per aver commesso un reato che comporta una pena detentiva di 1 anno o più, nessun procedimento penale avviato in nessuno di tali Paesi, nessuna condanna a una misura che proibisca la residenza in Macedonia, nessuna minaccia alla sicurezza o alla difesa nazionale, conoscenza della lingua macedone e giuramento di fedeltà, rinuncia o perdita automatica della cittadinanza di un altro Paese. |
| Madagascar                | La persona risiede abitualmente da 5 anni. Altre condizioni: mente sana, non costituisce un pericolo per la comunità per via del suo stato di salute, buona condotta e non è stata condannata a pene detentive superiori a 1 anno né per reati di disonestà, assimilata alla comunità, in particolare per la conoscenza della lingua malgascia. |
| Malawi                    | La persona è residente abituale da almeno 7 anni. Altre condizioni: adeguata conoscenza della lingua vernacolare o dell'inglese, buona condotta, solvibilità finanziaria, essere un cittadino idoneo, rinunciare ad altre cittadinanze. Condizioni simili ma modificate (solvibilità finanziaria non richiesta) si applicano ai cittadini del Commonwealth e ai cittadini di alcuni stati africani (MWI 13-14). |
| Malaysia                  | La persona ha risieduto in Malesia per 12 mesi immediatamente prima della domanda ed è stata residente (con status di residente permanente in Malesia) nel Paese per 10 dei 12 anni precedenti la domanda. Altri requisiti: buona condotta, adeguata conoscenza della lingua malese, intenzione di fare della Malesia la propria residenza permanente e giuramento di fedeltà. |
| Mali                      | La persona ha risieduto abitualmente per almeno 10 anni. Altre condizioni: buona condotta, salute mentale, integrazione nella comunità maliana, non condannata a pene detentive superiori a 1 anno. |
| Malta                     | La persona è stata residente a Malta per almeno 5 degli ultimi 7 anni precedenti la domanda. Altri requisiti: adeguata conoscenza della lingua maltese o inglese, buona condotta e idoneità a ottenere la cittadinanza. |
| Isole Marshall            | La persona è residente abituale nelle Isole Marshall da 10 anni, ha una buona condotta, parla e comprende il marshallese (prova scritta), ha compreso e rispettato gli usi e i costumi delle Isole Marshall, ha mezzi di sostentamento, ha una conoscenza e comprensione ragionevoli della Costituzione delle Isole Marshall e dei diritti, privilegi, responsabilità e doveri della cittadinanza, ha rinunciato alla cittadinanza straniera, ha prestato giuramento di fedeltà e ha superato la prova scritta. Il Consiglio dei Ministri decide sulle domande di naturalizzazione; la legge impone una quota non superiore a 10 naturalizzazioni all'anno. |
| Mauritania                | La persona ha vissuto in Mauritania per almeno 10 anni. Altre condizioni: padronanza di una delle lingue ufficiali, buona condotta e buona salute fisica. |
| Maurizio                  | La persona ha risieduto per almeno 5 anni nei 7 anni precedenti, inclusi i 12 mesi precedenti la domanda. Altri requisiti: buona condotta, adeguata conoscenza dell'inglese o di qualsiasi altra lingua corrente a Mauritius e delle responsabilità di un cittadino, rinuncia ad altra cittadinanza. Condizioni modificate si applicano ai cittadini del Commonwealth (MAU 5). |
| Messico                   | La persona deve essere residente in Messico da 5 anni immediatamente prima della domanda. Altre condizioni: rinuncia alla cittadinanza di un altro Paese (solo dopo la concessione della cittadinanza), conoscenza della lingua spagnola, conoscenza della storia messicana e integrazione nella cultura nazionale (entrambi non applicabili a minori e persone di età superiore ai 60 anni), assenza di condanne per reati commessi in Messico o all'estero e giuramento di fedeltà. |
| Micronesia                | n / a |
| Moldavia                  | La persona è residente in Moldavia da 10 anni. Altre condizioni: conoscenza della lingua ufficiale e delle disposizioni della Costituzione moldava (test di cittadinanza), fonti di reddito legittime. La concessione della cittadinanza può essere rifiutata se la persona ha commesso crimini internazionali o militari o crimini contro l'umanità, è stata coinvolta in attività terroristiche, è stata condannata a pene detentive e ha precedenti penali o è sottoposta a indagini penali, svolge attività che minacciano la sicurezza dello Stato, l'ordine pubblico, la salute o la moralità, o nel processo di acquisizione o riacquisto della cittadinanza, presenta false informazioni o nasconde dati pertinenti. |
| Mongolia                  | La persona ha risieduto permanentemente in Mongolia per 5 anni. Altre condizioni: rinuncia alla cittadinanza di un altro Paese, mezzi sufficienti per il proprio sostentamento, adeguata conoscenza delle usanze e della lingua mongola, non aver commesso alcun atto criminale durante il periodo di 5 anni e l'acquisizione della cittadinanza non deve pregiudicare la reputazione e gli interessi della Mongolia. La cittadinanza mongola sarà rifiutata se la persona (1) ha commesso un crimine contro l'umanità, (2) ha condotto un'attività contro la sicurezza nazionale o gli interessi vitali della Mongolia, (3) è stata dichiarata membro di un'organizzazione terroristica internazionale, (4) è stata dichiarata da un tribunale un criminale pericoloso, (5) sta scontando una pena, (6) è stata espulsa dal territorio della Mongolia e (7) quando la persona professa una religione incompatibile con le usanze e la legge nazionale mongola. |
| Montenegro                | La persona ha risieduto in Montenegro per 10 anni ininterrottamente immediatamente prima della presentazione della domanda. Altre condizioni: rinuncia o perdita automatica della cittadinanza di un altro Paese, nessuna condanna per reati che comportano una pena detentiva di almeno 1 anno, alloggio e fonti di reddito sufficienti al benessere materiale e sociale, padronanza della lingua montenegrina, nessuna minaccia per la sicurezza del Paese, adempimento degli obblighi fiscali e di altra natura. |
| Marocco                   | La persona è residente nel Paese da almeno 5 anni. Altri requisiti: conoscenza sufficiente dell'arabo, reddito, buona condotta, assenza di condanne per determinati reati e assenza di disabilità. |
| Mozambico                 | La persona deve risiedere abitualmente e legalmente in Mozambico da almeno 10 anni. Altri requisiti: conoscenza del portoghese o di una lingua mozambicana, piena capacità di intendere e di volere e di volere, capacità di provvedere al proprio sostentamento e probità civile. |
| Birmania                  | n / a |
| Namibia                   | La persona deve essere residente legale e abituale da almeno 10 anni. Altre condizioni: buona condotta, adeguata conoscenza delle responsabilità e dei privilegi della cittadinanza namibiana, disponibilità a rinunciare alla cittadinanza di un altro Paese, non essere stata condannata per un reato elencato nell'Allegato 1. |
| Nauru                     | n / a |
| Nepal                     | n / a |
| Paesi Bassi               | La persona ha risieduto nei Paesi Bassi per 5 anni immediatamente prima della domanda e non vi sono obiezioni alla residenza a tempo indeterminato nel Paese. Altre condizioni: nessuna minaccia all'ordine pubblico, al decoro o alla sicurezza pubblica, conoscenza della lingua olandese (certificato), conoscenza della società olandese (test di cittadinanza), dichiarazione di solidarietà, rinuncia o perdita automatica della cittadinanza di un altro Paese (con eccezioni sostanziali). |
| Nuova Zelanda             | La persona deve essere presente in Nuova Zelanda (o nelle Isole Cook, a Niue o a Tokelau) per un minimo di 1350 giorni nei 5 anni immediatamente precedenti la data di presentazione della domanda e per almeno 240 giorni in ciascuno di tali 5 anni. Altri requisiti: avere almeno 16 anni, essere in possesso di piena capacità, aver presentato la domanda secondo le modalità sottoscritte, essere in regola con la buona condotta, avere una conoscenza sufficiente delle responsabilità e dei privilegi della cittadinanza, una conoscenza sufficiente della lingua inglese, avere intenzione di continuare a risiedere in Nuova Zelanda o di prestare servizio presso la Corona neozelandese o presso un'organizzazione internazionale di cui la Nuova Zelanda è membro, oppure prestare servizio presso un'entità residente o stabilita in Nuova Zelanda. |
| Nicaragua                 | La persona ha risieduto in Nicaragua per un periodo continuativo di 4 anni dal rilascio del permesso di soggiorno permanente. Altre condizioni: rinuncia alla cittadinanza di un altro Paese, certificato di buona condotta (rilasciato dalla polizia) e test di lingua (ad eccezione di persone che hanno studiato in Nicaragua, anziani e persone con determinate disabilità o problemi di salute). |
| Niger                     | La persona ha risieduto abitualmente per almeno 10 anni. Altre condizioni: buona condotta, non condannata a pene detentive. |
| Nigeria                   | La persona ha risieduto in Nigeria per un periodo continuativo di 15 anni, oppure ha risieduto per 1 anno prima della domanda e 15 anni nei 20 anni precedenti. Altre condizioni: buona condotta, a giudizio del governatore dello Stato in cui risiedere è accettabile per la comunità locale e assimilato allo stile di vita della popolazione di quella parte della Federazione, in grado di contribuire in modo utile al progresso della Nigeria, rinuncia ad altra cittadinanza (a meno che il richiedente non sia cittadino per nascita nell'altro Paese). |
| Corea del nord            | Nota: l'acquisizione della cittadinanza basata sulla residenza è improbabile in Corea del Nord. Sebbene sia presumibilmente possibile ai sensi della RPDC 6, non sono previste condizioni e si deve presumere che, qualora la naturalizzazione fosse possibile, ciò avverrà solo in casi eccezionali. |
| Norvegia                  | La persona ha almeno 12 anni e ha risieduto in Norvegia per un totale di 8 anni negli ultimi 11 anni con permessi di soggiorno o di lavoro di almeno 1 anno oppure, se la persona ha un reddito sufficiente (stabilito per regolamento) in base a un accordo fiscale, per un totale di 6 anni negli ultimi 10 anni con permessi di soggiorno o di lavoro di almeno 1 anno. Se il richiedente ha un'età compresa tra 18 e 67 anni, è necessario superare un test orale di livello B1 di norvegese e un test di integrazione civica. I rifugiati devono aver completato un programma di introduzione obbligatorio. Se il richiedente è stato condannato a una pena, deve essere trascorso un certo periodo di tempo prima che sia possibile la naturalizzazione. Non vi è diritto alla naturalizzazione se ciò va contro gli interessi vitali dello Stato o considerazioni di politica estera. |
| Oman                      | La persona è residente in Oman da almeno 20 anni. Altri requisiti: saper leggere e scrivere in arabo, avere un reddito, buona condotta, non essere stata condannata per reati o reati contro la fiducia o l'onore, buona salute fisica, consenso scritto e prova di rinuncia alla cittadinanza di un altro Paese. |
| Pakistan                  | La persona è stata residente in Pakistan per 12 mesi immediatamente precedenti la domanda, nonché per 4 dei 7 anni precedenti il periodo di 12 mesi. Altri requisiti: buona condotta, adeguata conoscenza di una delle lingue vernacolari del Pakistan, intenzione di risiedere in Pakistan o di entrare o continuare a prestare servizio in Pakistan, rinuncia alla cittadinanza di un altro Paese e giuramento di fedeltà. |
| Palau                     | n / a |
| Panama                    | La persona deve aver risieduto a Panama per un periodo continuativo di 5 anni (il periodo trascorso durante la minore età viene conteggiato per intero). Altre condizioni: rinuncia alla cittadinanza di un altro Paese, conoscenza della lingua spagnola, conoscenza di base della geografia, della storia e dell'organizzazione politica di Panama e giuramento di fedeltà. La naturalizzazione può essere negata per motivi di moralità, sicurezza, salute e incapacità fisica o mentale. |
| Papua Nuova Guinea        | Naturalizzazione su richiesta al Ministro. Criteri: residenza da 8 anni, buona condotta, intenzione di risiedere permanentemente nel Paese, parlare e comprendere la lingua, rispetto per gli usi e costumi del Paese, improbabile che diventi un onere per le finanze pubbliche, ragionevole conoscenza e comprensione dei diritti, privilegi, responsabilità e doveri della cittadinanza, rinuncia ad altra cittadinanza e dichiarazione di fedeltà. |
| Il Paraguay               | La persona è residente in Paraguay da almeno 3 anni. Altri requisiti: partecipazione al lavoro, buona condotta, conoscenza di base di una delle lingue ufficiali del Paraguay, della storia e della geografia del Paese e delle disposizioni costituzionali relative alla perdita della cittadinanza paraguaiana. |
| Perù                      | La persona è residente in Perù da almeno 2 anni continuativi. Altri requisiti: piena capacità, esercizio di una professione o attività imprenditoriale o disponibilità di mezzi di sussistenza sufficienti, fedina penale pulita e buona condotta e moralità. |
| Filippine                 | La persona è residente nelle Filippine da un periodo continuativo di 10 anni. Altre condizioni: età pari o superiore a 21 anni, buona condotta morale, condotta irreprensibile, convinzione nei principi fondamentali della Costituzione, proprietà immobiliare di un valore non inferiore a 5.000 pesos filippini o esercizio di un'attività, professione o occupazione legale redditizia, conoscenza scritta e orale dell'inglese o dello spagnolo o di qualsiasi altra lingua principale filippina, iscrizione di eventuali figli minorenni a una scuola in cui si insegnano storia, governo ed educazione civica filippina, rinuncia a qualsiasi titolo ereditario o nobiliare straniero e presentazione di una dichiarazione d'intenti. Non possono essere naturalizzate le persone che si oppongono al governo organizzato, difendono o insegnano l'uso della violenza per il successo e il predominio delle proprie idee, credono nella pratica della poligamia, sono state condannate per crimini che implicano turpitudine morale, soffrono di alienazione mentale o malattie contagiose incurabili, non hanno avuto rapporti sociali con i filippini durante la loro residenza nelle Filippine, non hanno mostrato il desiderio di apprendere e abbracciare le usanze filippine, sono cittadini di nazioni con cui gli Stati Uniti e le Filippine sono in guerra o sono cittadini di un paese straniero diverso dagli Stati Uniti le cui leggi non garantiscono ai filippini il diritto di diventare cittadini naturalizzati. |
| Polonia                   | La persona risiede in Polonia da 3 anni con un permesso di soggiorno permanente (o un permesso di soggiorno UE di lungo periodo) e ha una fonte di reddito stabile e regolare e un ""titolo legale di abitazione"". Altre condizioni: certificazione linguistica (livello B1) e nessuna minaccia per la sicurezza esterna o la difesa dello Stato o per la sicurezza e l'ordine pubblico.; Non sono previsti requisiti specifici nella legge per la naturalizzazione discrezionale. Ai sensi della Sezione POL 21(1), la residenza in Polonia non è richiesta. |
| Portogallo                | La persona è residente in Portogallo da 5 anni. Altre condizioni: conoscenza sufficiente della lingua portoghese, esistenza di un legame effettivo con la comunità nazionale, nessuna condanna per un reato punito con una pena detentiva di 3 o più anni secondo la legge portoghese, nessun pericolo o minaccia per la sicurezza o la difesa nazionale, né coinvolgimento in attività legate alla pratica del terrorismo. |
| Qatar                     | La persona è residente nel Paese da almeno 25 anni. Altre condizioni: conoscenza della lingua araba, reddito, buona condotta e buona salute fisica. |
| Romania                   | La persona è residente in Romania da 8 anni. Altre condizioni: buona condotta e lealtà verso la Romania, nessuna minaccia alla sicurezza nazionale, risorse sufficienti per il proprio sostentamento, padronanza della lingua rumena e conoscenza della cultura, della storia, della Costituzione e dell'inno nazionale del Paese. |
| Russia                    | Una persona ha risieduto in Russia per 5 anni ininterrottamente, con permesso di soggiorno permanente (possono essere necessari molti anni prima che uno straniero possa ottenere il permesso di soggiorno permanente). Altri requisiti: conoscenza della lingua russa, conoscenza della storia e delle leggi russe, giuramento di fedeltà. Le persone inabili (invalidi del Gruppo 1) o di età superiore ai 70 anni sono esenti da questi requisiti. La naturalizzazione può essere rifiutata a causa di precedenti penali e partecipazione ad attività antistatali o terroristiche. |
| Ruanda                    | La persona deve essere residente in Ruanda da almeno 15 anni. Altri requisiti: essere una persona integra e di buona condotta, conoscere e rispettare la cultura e le tradizioni ruandesi, avere conoscenza dei valori civici, dimostrare integrazione sociale, disporre di mezzi sufficienti e non rappresentare una minaccia per la sicurezza nazionale. |
| Saint Kitts e Nevis       | La persona ha risieduto a Saint Kitts per 12 mesi immediatamente prima della domanda (a meno che non sia una persona protetta britannica), nonché per 14 anni antecedenti il periodo di 12 mesi. Altri requisiti: piena capacità, buona condotta, intenzione di risiedere a Saint Kitts e giuramento di fedeltà. Il Ministro è esplicitamente autorizzato a derogare a determinati requisiti. |
| Santa Lucia               | La persona ha risieduto a Santa Lucia per 12 mesi immediatamente prima della domanda ed è stata residente a Santa Lucia o ha prestato servizio presso la pubblica amministrazione, oppure ha avuto in parte tale residenza e in parte tale servizio per 7 anni antecedenti il periodo di 12 mesi. Altre condizioni: rinuncia a un'altra cittadinanza, buona condotta, piena capacità, adeguata conoscenza dell'inglese e dei doveri di cittadino, intenzione di risiedere a Santa Lucia o di continuare a prestare servizio presso la pubblica amministrazione e giuramento di fedeltà. Il Ministro è esplicitamente autorizzato a derogare a determinati requisiti. |
| Saint Vincent e Grenadine | La persona ha risieduto a Saint Vincent per 12 mesi immediatamente prima della domanda ed è stata residente a Saint Vincent o ha prestato servizio presso la pubblica amministrazione per 6 anni su 9 antecedenti il periodo di 12 mesi. Altre condizioni: rinuncia a un'altra cittadinanza (a discrezione del Ministro), buona condotta, piena capacità, adeguata conoscenza dell'inglese e dei doveri di cittadino, intenzione di risiedere a Saint Vincent o di continuare a prestare servizio presso la pubblica amministrazione e giuramento di fedeltà. Il Ministro è esplicitamente autorizzato a derogare a determinati requisiti. |
| Samoa                     | Criteri: permesso di soggiorno permanente valido per 5 anni, buona salute e carattere, consapevolezza delle responsabilità e dei privilegi di essere un cittadino di Samoa, intenzione di risiedere a Samoa. |
| Sao Tomé e Principe       | La persona è legalmente residente a São Tomé da almeno 5 anni. Altre condizioni: conoscenza sufficiente del portoghese o di un'altra lingua nazionale, nessuna condanna penale a una pena detentiva di 3 anni o più, nessuna minaccia alla sicurezza e alla difesa nazionale a causa del coinvolgimento in attività terroristiche, sviluppo di attività che garantiscano la sua sussistenza. La persona non può avere più di due altre cittadinanze. Motivi di opposizione: mancato rispetto dei requisiti legali previsti dalla Legge sulla Cittadinanza, mancata integrazione nella società di São Tomé, compimento di atti contro la salute pubblica e la sicurezza dello Stato, condanna penale a una pena detentiva superiore a un anno. |
| Arabia Saudita            | La persona deve aver posseduto un permesso di soggiorno permanente (iqama) all'interno del Regno per almeno 5 anni consecutivi. Altri requisiti: maggiore età, assenza di malattie mentali, buona condotta e non essere stata condannata a una pena detentiva superiore a sei mesi per un reato contro l'ordine pubblico e la moralità, reddito legale, occupazione richiesta in Arabia Saudita (a meno che non sia figlio di madre straniera e padre ignoto), conoscenza della lingua araba, prova della rinuncia alla cittadinanza originaria. La decisione viene presa sulla base di un elenco aggiuntivo di requisiti stilato da un Comitato del Regolamento Esecutivo del Sistema di Cittadinanza Saudita, come previsto dalla legge sulla cittadinanza. Si noti che l'articolo 20 della legge sulla cittadinanza stabilisce che il periodo di residenza verrà azzerato se il richiedente, dopo aver presentato la domanda, ha lasciato il Regno per più di 12 mesi utilizzando il suo passaporto attuale, o se prima di presentare la domanda ha lasciato il Regno per più di 6 mesi. |
| Senegal                   | La persona deve risiedere abitualmente in Senegal da almeno 10 anni. Altre condizioni: buona moralità, non essere stata condannata per un reato punibile con la reclusione, essere in buona salute fisica e mentale (a meno che non si tratti di malattia contratta in servizio per lo Stato), non essere mai stata espulsa. |
| Serbia                    | La persona ha risieduto ininterrottamente in Serbia per almeno 3 anni. Altre condizioni: capacità giuridica, rinuncia o perdita automatica della cittadinanza di un altro Paese (a meno che non sia legalmente impossibile o irragionevole), dichiarazione scritta di fedeltà. |
| Seychelles                | na (Nota: la Costituzione autorizza la naturalizzazione, ma la legge non contiene alcuna disposizione in merito.) |
| Sierra Leone              | La persona è residente in Sierra Leone da almeno 15 anni. Altre condizioni: conoscenza di una lingua parlata in Sierra Leone, buona condotta, essere un buon cittadino (se di origine africana) o contribuire in modo utile e sostanziale al progresso, al progresso e al benessere della Sierra Leone. |
| Singapore                 | La persona ha risieduto a Singapore per 12 mesi immediatamente prima della domanda ed è stata residente nel Paese per 10 dei 12 anni precedenti la domanda. Altri requisiti: buona condotta, conoscenza elementare dell'inglese, del malese, del mandarino o del tamil (a meno che la persona non abbia compiuto 45 anni o sia sorda o muta), intenzione di fare di Singapore la propria residenza permanente, rinuncia alla cittadinanza di un altro Paese e giuramento di fedeltà. L'acquisizione tramite registrazione non è possibile se la persona ha rinunciato o è stata privata della cittadinanza di Singapore. |
| Slovacchia                | La persona ha risieduto in Slovacchia per 8 anni consecutivi immediatamente prima della domanda o per 10 anni con un permesso di soggiorno permanente. Ulteriori condizioni (non esaustive): buona condotta, nessun procedimento penale avviato nei suoi confronti, non rappresentare una minaccia per l'ordine pubblico o la sicurezza della Repubblica Slovacca, conoscenza ragionevole della lingua e della cultura slovacca, adempimento degli obblighi fiscali e di altra natura. |
| Slovenia                  | La persona ha risieduto in Slovenia per 10 anni, di cui 5 continuativi, e ha ottenuto lo ""status di residente permanente"" immediatamente prima della domanda. Altre condizioni: prova della rinuncia alla cittadinanza di un altro Paese (a meno che la persona non sia apolide o, qualora la rinuncia sia legalmente impossibile o irragionevole, la rinuncia non è richiesta per i cittadini di Stati membri dell'UE in caso di reciprocità), mezzi di sussistenza e obblighi fiscali assolti, assenza di precedenti penali, non costituisce una minaccia per l'ordine pubblico, la sicurezza o la difesa nazionale, conoscenza della lingua slovena e giuramento di rispettare l'ordine costituzionale libero e democratico della Slovenia. |
| Isole Salomone            | La persona è residente abituale nelle Isole Salomone da dieci anni, ha intenzione di risiedere o mantenere un rapporto stretto e continuativo con le Isole Salomone (dimostrato da sostenibilità economica, proprietà di capitale o contributo finanziario all'economia delle Isole), ha buona condotta, conosce l'inglese, il pidgin o una lingua vernacolare delle Isole Salomone sufficiente per normali conversazioni, rispetta la cultura e lo stile di vita, comprende i diritti, i privilegi, le responsabilità e i doveri della cittadinanza. |
| Somalia                   | La persona è residente in Somalia da almeno 7 anni. Altre condizioni: buona condotta civile e morale e rinuncia ad altre cittadinanze. |
| Sudafrica                 | La persona è residente permanente e ha risieduto legalmente e ordinariamente per almeno 5 anni. Altri requisiti: buona moralità, capacità di comunicare in una delle lingue ufficiali, adeguata conoscenza delle responsabilità e dei privilegi della cittadinanza, cittadinanza di un paese che consente la doppia cittadinanza o rinuncia ad altre cittadinanze. |
| Corea del Sud             | La persona deve aver risieduto in Corea del Sud per un periodo continuativo di 5 anni e avere lo status di residente permanente. Altri requisiti: buona condotta, mezzi di sostentamento sufficienti, sia con beni propri che con le proprie capacità o con quelli della propria famiglia, conoscenza di base della lingua e delle usanze coreane, rinuncia alla cittadinanza di un paese straniero (a meno che la richiesta non sia irragionevole), prestare giuramento e non arrecare danno alla sicurezza nazionale, all'ordine pubblico o al benessere pubblico. |
| Sudan del Sud             | La persona è residente da almeno 10 anni. Altre condizioni: mente sana, non condannata per reati legati all'onestà e alla turpitudine morale o altri reati gravi. |
| Spagna                    | La persona deve essere residente in Spagna da 10 anni immediatamente prima della richiesta. Altre condizioni: buona condotta civica, adeguata integrazione sociale (mediante test linguistici e civici), giuramento di fedeltà al Re e obbedienza alla Costituzione e alle leggi, rinuncia a un'altra cittadinanza (ad eccezione dei cittadini di paesi latinoamericani, Andorra, Filippine, Guinea Equatoriale, Portogallo ed ebrei sefarditi di origine spagnola) e iscrizione nel Registro Civile. La negazione della cittadinanza deve essere motivata da motivi di ordine pubblico e interesse nazionale. |
| Sri Lanka                 | n / a |
| Sudan                     | La persona ha risieduto legalmente e ininterrottamente in Sudan per 10 anni o più. Altri requisiti: piena capacità di intendere e di volere, buona moralità e non essere stata condannata per un crimine contro l'onore o l'onestà, mente sana, un modo lecito di guadagnarsi da vivere. |
| Suriname                  | La persona è stata residente in Suriname per 5 anni immediatamente precedenti la domanda. |
| Svezia                    | La persona ha compiuto 18 anni ed è residente in Svezia da (nella maggior parte dei casi) 5 anni con un permesso di soggiorno permanente. Altre condizioni: documento d'identità e aver condotto e si prevede che conduca una vita dignitosa. |
| Svizzera                  | La persona è in possesso di un permesso di soggiorno permanente e ha risieduto in Svizzera per 10 anni (di cui 3 nei 5 anni precedenti la domanda). Altre condizioni: integrazione riuscita (comporta rispetto per la sicurezza e l'ordine pubblico, rispetto dei valori sanciti dalla Costituzione, capacità di comunicare in una lingua nazionale (certificato), partecipazione alla vita economica o formazione, nonché promozione e sostegno dell'integrazione del coniuge, del partner o dei figli minorenni), familiarità con lo stile di vita svizzero e non rappresentare un rischio per la sicurezza interna o esterna della Svizzera. Il Cantone può prevedere ulteriori criteri per l'integrazione. Diversi Cantoni richiedono anche un giuramento di fedeltà alla cerimonia di cittadinanza. |
| Siria                     | La persona è residente in Siria da almeno 5 anni. Altre condizioni: saper leggere e scrivere in arabo, avere un reddito, buona condotta, non essere stata condannata per un crimine disonorevole, essere in buona salute fisica e possedere qualifiche che possano essere utili al Paese. |
| Taiwan                    | La persona è domiciliata a Taiwan e vi ha risieduto per 5 anni continuativi, di cui almeno 183 giorni all'anno. Altre condizioni: età pari o superiore a 20 anni e piena capacità, buona condotta, fedina penale pulita, conoscenza di base della lingua del paese e dei diritti e doveri di un cittadino, beni o competenze sufficienti per l'autosufficienza e rinuncia alla cittadinanza di un altro paese (a meno che non venga dimostrato che ciò sia impossibile per cause non imputabili alla persona o che la persona sia un professionista di alto livello nel settore tecnologico, economico, educativo, culturale, artistico, sportivo o in qualsiasi altro settore designato, serva gli interessi della Repubblica di Cina e sia stata approvata dalle autorità). |
| Tagikistan                | La persona ha risieduto in modo permanente e continuativo per 5 anni. Altre condizioni: conoscenza della lingua (livello di comunicazione) e non essere sottoposta a procedimenti penali, rinuncia ad altra cittadinanza (a meno che non si applichi un trattato bilaterale). |
| Tanzania                  | La persona ha risieduto per 12 mesi prima della domanda e per almeno 7 anni nei 10 anni precedenti. Altre condizioni: rinuncia ad altra cittadinanza, adeguata conoscenza dello swahili o dell'inglese, buona condotta e, dato il suo contributo passato e potenziale all'economia nazionale, al progresso scientifico e tecnologico e al benessere sociale e culturale del Paese, sarebbe un buon cittadino della Tanzania. |
| Thailandia                | Disposizione generalmente applicabile (vedere ulteriori condizioni in A06a-A06f) |
| Togo                      | La persona deve risiedere abitualmente da almeno 5 anni. Altre condizioni: età superiore a 21 anni, il Togo è il centro dei principali interessi, buona moralità, non aver riportato condanne a pene detentive superiori a 2 anni, buona salute fisica e mentale, aver rinunciato ad altre cittadinanze, essere assimilato alla comunità togolese, in particolare per la conoscenza di una lingua togolese. |
| Tonga                     | La persona deve risiedere a Tonga da almeno 5 anni, avere una buona condotta, un'adeguata conoscenza della lingua tongana e l'intenzione di risiedere a Tonga. Una donna che era suddita di Tonga prima del matrimonio con un cittadino non tongano non più sposato non è tenuta a soddisfare il requisito di residenza. |
| Trinidad e Tobago         | La persona ha risieduto a Trinidad e Tobago per 12 mesi immediatamente prima della domanda ed è stata residente a Trinidad e Tobago, o ha prestato servizio pubblico, oppure ha avuto in parte tale residenza e in parte tale servizio per 5 anni su 7 prima del periodo di 12 mesi. Altri requisiti: buona condotta, piena capacità, adeguata conoscenza dell'inglese e dei doveri di cittadino, e giuramento di fedeltà. Il Ministro è esplicitamente autorizzato a derogare a determinati requisiti. |
| Tunisia                   | La persona è residente nel Paese da almeno 5 anni. Altri requisiti: conoscenza sufficiente della lingua araba, capacità di intendere e di volere, buona salute, buona condotta, non è stata condannata a una pena detentiva superiore a 1 anno, a meno che non sia stata riabilitata, e le condanne per reati commessi all'estero possono essere ignorate. |
| Turchia                   | La persona ha risieduto in Turchia per un periodo ininterrotto di 5 anni con l'intenzione di stabilirsi definitivamente. Altri requisiti: buona moralità, assenza di problemi di salute pericolosi per l'ambiente circostante, conoscenza sufficiente della lingua turca, requisiti di reddito, non rappresentare una minaccia per la sicurezza nazionale e l'ordine pubblico. La concessione della cittadinanza è discrezionale e le domande possono essere respinte dalle autorità (tenendo conto del parere di istituzioni e organizzazioni pubbliche). |
| Turkmenistan              | La persona ha risieduto abitualmente per 5 anni. Altre condizioni: conoscenza della lingua ufficiale (livello di comunicazione), assunzione della responsabilità di rispettare la Costituzione e le leggi del Paese, le fonti legali di sussistenza e superamento dei controlli di sicurezza e di ordine pubblico (elenco dei motivi di rifiuto). |
| Tuvalu                    | Criteri: residenza a Tuvalu per sette anni, intenzione di stabilirsi definitivamente a Tuvalu, capacità di autosufficienza finanziaria, familiarità con le leggi e le usanze di Tuvalu, buona condotta e assenza di malattie trasmissibili permanenti. È inoltre richiesto il giuramento di fedeltà. |
| Uganda                    | La persona è migrata legalmente e volontariamente in Uganda e vi risiede da almeno 10 anni. Altri requisiti: conoscenza adeguata della lingua vernacolare prescritta o dell'inglese, buona condotta, rinuncia ad altra cittadinanza acquisita. |
| Ucraina                   | La persona risiede in Ucraina da 5 anni ininterrottamente. Altre condizioni: permesso di immigrazione, rinuncia alla cittadinanza di un altro Paese (si applicano esenzioni per i minori), rispetto delle leggi ucraine, conoscenza della lingua, mezzi di sussistenza legali, assenza di condanne per reati gravi. |
| Emirati Arabi Uniti       | La persona è residente negli Emirati Arabi Uniti da almeno 30 anni, secondo l'EAU 8. Altre condizioni: rinuncia alla cittadinanza originaria, residenza legale e continuativa negli Emirati Arabi Uniti, padronanza della lingua araba, redditi legittimi, titolo di studio, buona condotta, non condanna per reati disonorevoli (a meno che la persona non sia stata riabilitata), ottenimento dell'approvazione di sicurezza, giuramento di fedeltà. Acquisizione agevolata: una persona di origine araba è residente negli Emirati Arabi Uniti da almeno sette anni, secondo l'EAU 6, e da tre anni se la persona proviene da determinati paesi, vedere A18 e EAU 5. Si applicano altre condizioni. |
| Regno Unito               | La persona è residente nel Regno Unito da 5 anni. Altri requisiti: buona condotta, conoscenza sufficiente di una delle lingue del paese, conoscenza sufficiente della vita nel Regno Unito, intenzione di avere la residenza principale nel paese e di continuare a risiedere o prestare servizio per il Regno Unito, giuramento di fedeltà alla cerimonia di cittadinanza. I cittadini SEE devono dimostrare il loro diritto di soggiorno permanente per poter presentare domanda di naturalizzazione. |
| Stati Uniti d'America     | La persona è residente negli Stati Uniti da un periodo continuativo di 5 anni. Altri requisiti: conoscenza dei fondamenti della lingua inglese, della storia e della forma di governo degli Stati Uniti, buona morale, attaccamento ai principi della Costituzione, buona disposizione al buon ordine e alla felicità degli Stati Uniti e giuramento di fedeltà. |
| Uruguay                   | na (Ex Const 75a-b, una persona può acquisire la ""cittadinanza legale"" se ha avuto 3 anni di residenza abituale in Uruguay. Altre condizioni: buona condotta, avere familiari in Uruguay (in caso contrario, sono richiesti 5 anni di residenza) e partecipazione al lavoro o capitale/proprietà in Uruguay. Lo status di cittadinanza legale non può essere equiparato alla cittadinanza uruguaiana.) |
| Uzbekistan                | La persona ha risieduto stabilmente nel Paese per 5 anni. Altre condizioni: rinuncia ad altra cittadinanza, fonti di sostentamento legittime, impegno a rispettare la Costituzione della Repubblica dell'Uzbekistan, conoscenza della lingua ufficiale nella misura necessaria alla comunicazione. |
| Vanuatu                   | La persona ha risieduto a Vanuatu per un periodo continuativo di 10 anni, non ha debiti con il governo, è di buona condotta, ha una conoscenza sufficiente della/e lingua/e locale/i, è rispettosa della cultura e degli stili di vita di Vanuatu, ha poche probabilità di diventare un onere per le finanze pubbliche, ha una conoscenza e una comprensione ragionevoli dei diritti, privilegi, responsabilità e doveri dei cittadini, ha rinunciato o accettato di rinunciare alla cittadinanza straniera (tranne una doppia cittadinanza riconosciuta), ha prestato giuramento di fedeltà, ha superato il test di cittadinanza in Bislama, non è coinvolta nel finanziamento di un atto terroristico o dell'instabilità politica a Vanuatu, non è stata espulsa da Vanuatu ai sensi dell'Immigration Act, non è stata condannata per alcun reato che comporti una pena detentiva massima di 12 mesi o più a Vanuatu o in altre giurisdizioni. |
| Venezuela                 | La persona ha risieduto ininterrottamente in Venezuela per almeno 10 anni immediatamente prima della presentazione della domanda. Condizioni ""favorevoli"" per ottenere la naturalizzazione sono: proprietà di immobili in Venezuela o proprietà o partecipazione in un'impresa venezuelana, potestà genitoriale sui figli venezuelani, matrimonio con un cittadino venezuelano e possesso di una laurea presso un'università venezuelana. |
| Vietnam                   | La persona è residente in Vietnam da 5 anni. Altre condizioni: piena capacità di intendere e di volere, sufficiente conoscenza della lingua vietnamita per consentire l'integrazione nella società, rispetto della Costituzione e delle leggi vietnamite, tradizioni, usi e costumi del Vietnam, capacità di sostentamento nel Paese, rinuncia alla cittadinanza di un altro Paese e possesso di un cognome vietnamita. La naturalizzazione non è consentita se ciò arreca danno agli interessi nazionali del Vietnam. |
| Yemen                     | n / a |
| Zambia                    | La persona è nata al di fuori dello Zambia, ha o ha avuto un antenato che è, o è stato, cittadino e ha risieduto abitualmente in Zambia per un periodo di almeno 5 anni o ha risieduto abitualmente in Zambia per un periodo continuativo di almeno 10 anni. Altre condizioni: la domanda può essere respinta se le informazioni sono false o occultate, la persona non è stata condannata per un reato e condannata alla reclusione, né è dichiarata fallita, né è stata dichiarata un'immigrazione proibita, né l'approvazione sarebbe contraria all'interesse pubblico. |
| Zimbabwe                  | La persona è residente legalmente e continuativamente in Zimbabwe da almeno 10 anni. Altre condizioni: buona condotta, idoneità fisica e professionale, rinuncia ad altra cittadinanza. |